# Rita Hayworth
Margarita Carmen Cansino (Nueva York, 17 de octubre de 1918-Manhattan, 14 de mayo de 1987), más conocida por su seudónimo Rita Hayworth,fue una actriz, bailarina y pin-up estadounidense. Alcanzó la fama en la década de 1940 como una de las principales estrellas de la Edad de Oro de Hollywood y apareció en 61 películas en total a lo largo de 38 años. La prensa acuñó el término «La diosa del amor» para describir a Hayworth, luego de que se convirtiera en el ícono cinematográfico más glamuroso de la época. Fue la principal chica pin-up de los soldados durante la Segunda Guerra Mundial y ocupa el puesto 19.º en la lista del American Film Institute de las grandes estrellas del séptimo arte. Gilda, su mítico personaje de la película homónima, es considerado un arquetipo de la belleza femenina y marcó el inicio de una serie de criterios estéticos y culturales en la mujer que perduran hasta la actualidad.
Nacida en Brooklyn, Nueva York, Hayworth tuvo una infancia marcada por los abusos físicos y la explotación laboral. Provenía de una familia de larga tradición en la danza y, a la edad de cinco años, comenzó a dar sus primeros pasos en el mundo del baile. Ante el incipiente éxito de la pequeña Hayworth, su padre no tardó en convertirla en su pareja de baile —el dúo se llamó «Bailarines Cansino»— y ambos se dedicaron a recorrer los casinos flotantes y clubes nocturnos de la costa californiana y la frontera mexicana. Luego de breves incursiones en cine, la Fox le ofreció un contrato de seis meses para comenzar a trabajar en 1935 bajo el seudónimo de Rita Cansino. Durante ese período, apareció en papeles comunes, a menudo interpretando a extranjeras llamativas. 
Su casamiento en 1937 con el empresario Edward Judson, que pronto se volvió su patrocinador, le abrió puertas en la industria del cine y logró que Columbia Pictures la contratara por siete años. Por sugerencia de su director, Harry Cohn, llevó adelante un cambio físico rotundo y la modificación de su seudónimo por el de Rita Hayworth. Su crecimiento profesional tuvo lugar a partir de 1939 cuando tuvo un rol importante en Only Angels Have Wings de Howard Hawks, a la que le sucedieron The Strawberry Blonde y Blood and sand, ambas de 1941. Antes de eso, había intervenido en una docena de películas de clase B para Columbia y Fox.
Columbia le renovó contrato una vez más y Hayworth coprotagonizó con Fred Astaire You'll Never Get Rich (1941), una de las películas con mayor presupuesto jamás financiadas por el estudio, y You Were Never Lovelier (1942), donde tuvieron escenas de baile que se volvieron emblemáticas. En agosto de 1941, Hayworth fue portada de la revista Life, convirtiéndose en una de las principales chicas pin-up de la Segunda Guerra Mundial por el efecto que generaba sobre la moral de los soldados.
Hayworth es principalmente conocida por su papel en Gilda (1946), coprotagonizada por Glenn Ford, tras el cual se convirtió en un símbolo sexual y un ícono de la mujer fatal. La película fue un éxito de recaudación y llevó a que una bomba atómica detonada sobre las Islas Marshall en 1946 fuera bautizada Gilda, una referencia a su estatus de bomba. Su siguiente actuación en The Lady from Shanghai (1948) la mostró en un rol policial atípico con un tinte de cabello platinado, esta vez dirigida por su segundo marido, Orson Welles. Su casamiento con el príncipe Alí Khan en 1949 y sus permanentes conflictos laborales con Columbia la mantuvieron alejada de Hollywood hasta que regresó para filmar Affair in Trinidad (1952), pero luego volvió a tener un inconveniente laboral de varios años tras su polémico casamiento con Dick Haymes; ambos matrimonios dañaron severamente su carrera y reputación.
A su retorno, afectada por algunos problemas económicos y legales, tuvo papeles secundarios destacados en Fire Down Below y Pal Joey, ambas de 1957, y continuó actuando en cine hasta 1972 cuando las dificultades para memorizar los guiones y su adicción al alcohol le impidieron seguir trabajando. Por su contribución a la industria cinematográfica, Hayworth recibió una estrella en el Paseo de la Fama de Hollywood en 1960. En 1980, a los 62 años, le diagnosticaron síndrome de Alzheimer de aparición temprana, que la llevó a su muerte en 1987 a los 68 años. La divulgación pública y el debate pusieron el foco en aspectos no conocidos sobre su enfermedad y ayudaron a aumentar la financiación pública y privada para su investigación.

## Biografía

### Familia y primeros años

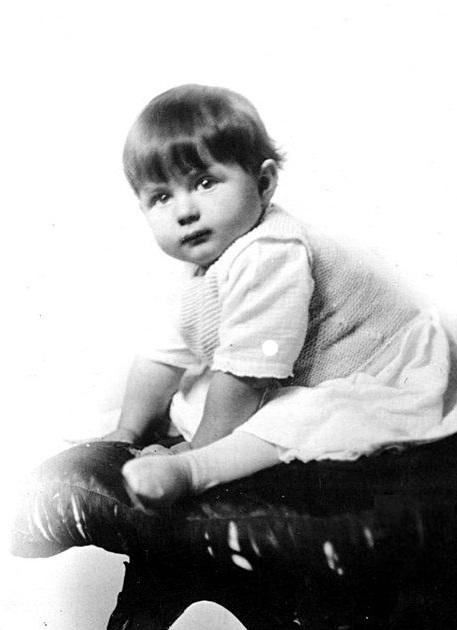
Rita Hayworth de pequeña, c. 1918-19.

Rita Hayworth nació como Margarita Carmen Cansino —tal era su verdadero nombre— en Brooklyn, Nueva York el 17 de octubre de 1918 como la primera de los tres hijos de Eduardo Cansino (1895-1968) y Volga Hayworth (1897-1945). Su padre era de Castilleja de la Cuesta, un pequeño pueblo cerca de Sevilla, y se desempeñaba como bailarín y actor en el teatro de vodevil. Para ese entonces, llevaba cuatro años viviendo en Estados Unidos al igual que su hermana Elisa (1896-1990), con la que formaba pareja de baile. Su repertorio habitual incluía bailes españoles en presentaciones llevadas a cabo en el Orpheum Theatre de Duluth, Minnesota.
Su abuelo paterno, Antonio Cansino (1865-1954), era hijo de Joaquín Avecilla y Rosario Montero. Aunque Eduardo solía decir en Estados Unidos que descendía de reyes moros de Granada, en realidad tenía ascendencia romaní y gitana. Antonio Cansino era bailarín clásico de flamenco y contrajo matrimonio con Carmen Reina (1866-?), una empleada tabacalera con quien tuvo once hijos, entre ellos Eduardo. A la muerte de Gracia y Carmela Cansino, dos de las hijas con las que realizaba sus espectáculos por Sevilla, Antonio se retiró de los escenarios y se dedicó a la enseñanza de baile, primero en Barcelona y luego en Madrid, donde fundó escuelas mundialmente famosas. Elisa, otra de sus hijas, formó un dúo artístico con Eduardo, el mayor de los varones, y comenzaron a actuar juntos.
En 1913, los hermanos Eduardo y Elisa Cansino viajaron por primera vez a Nueva York, con apenas veinte USD en el bolsillo. Firmaron una serie de contratos para actuar en espectáculos de revista del Ziegfeld Follies en diversas ciudades estadounidenses y en 1916 debutaron en la comedia musical Follow me en el Casino Theatre, donde Eduardo conoció a Volga Hayworth, una corista estadounidense de ascendencia inglesa e irlandesa que había escapado de su hogar a los 16 años para dedicarse a la actuación. Su padre, Allyn Duran Hayworth (1870-1938), era nativo de Indiana y se había trasladado a Washington D. C., donde fundó una imprenta y se casó con Margaret O'Hare (1870-1942). Un hermano de Volga, Vinton Hayworth (1906-1970), también era actor. Tras el casamiento de Hayworth con Cansino en 1917, decidió en lo sucesivo no volver a saber más nada de su hija.
Luego del nacimiento de Margarita (Rita) en 1918, el matrimonio Cansino dio a luz a dos varones: Eduardo Jr. el 13 de octubre de 1919 y Vernon el 21 de mayo de 1922. Margarita era descripta a menudo como una niña dócil, excesivamente tímida y obediente que en su tiempo libre solía sentarse en la terraza y observar en silencio a los demás niños. Su padre no la trataba con cariño y se encontraba decepcionado, ya que hubiera preferido que su primogénito fuese varón, pero como Rita era la que tenía mayor talento para el baile, fue sobre exigida por él. Quería que se convirtiera en bailarina profesional, mientras que su madre esperaba que fuese actriz. Fue así como Hayworth asistió a clases de baile todos los días durante algunos años en una academia de baile que su tío Ángel Cansino había abierto en el Carnegie Hall, aunque su abuelo paterno Antonio fue quien la instruyó en su primera lección de danzas. Hayworth recordó más tarde: «Desde que tenía tres años y medio... tan pronto como pude valerme por mis propios medios, me dieron lecciones de baile» y luego señaló: «No me gustó mucho... pero no tuve el valor de decírselo a mi padre, entonces comencé a tomar lecciones. Ensayar, ensayar, ensayar, esa fue mi niñez».

### Carrera

#### Comienzos profesionales (1923-1935)
Antes de cumplir cinco años, fue una de los «Cuatro Cansinos» que aparecieron en la producción de Broadway The Greenwich Village Follies en el Winter Garden Theatre y en 1926, a la edad de ocho años, apareció en La Fiesta, un cortometraje para Warner Bros. En 1927, su padre llevó a la familia a Hollywood, porque creía que sus coreografías podrían aparecer en las películas y que tanto él como su hija podrían ser parte de ello, además de establecer su propio estudio de danza en Sunset Boulevard, donde le enseñó a estrellas como James Cagney y Jean Harlow. Dada la actividad a la que fue introducida desde pequeña, Hayworth tuvo una infancia dislocada por sucesivas mudanzas y giras a lo largo del país que a menudo le impedían pasar tiempo con su familia y desarrollarse entre sus contemporáneos. A pesar de eso, logró iniciar sus estudios elementales a la edad de seis años en la escuela nacional de Jackson Heights, un barrio cercano a su domicilio, pero la Gran Depresión, sumada a la aparición del cine sonoro y la dificultad idiomática de su padre para adaptarse al nuevo mercado, hicieron que la familia Cansino perdiera todos sus ahorros y debiera cerrar la academia de danza.

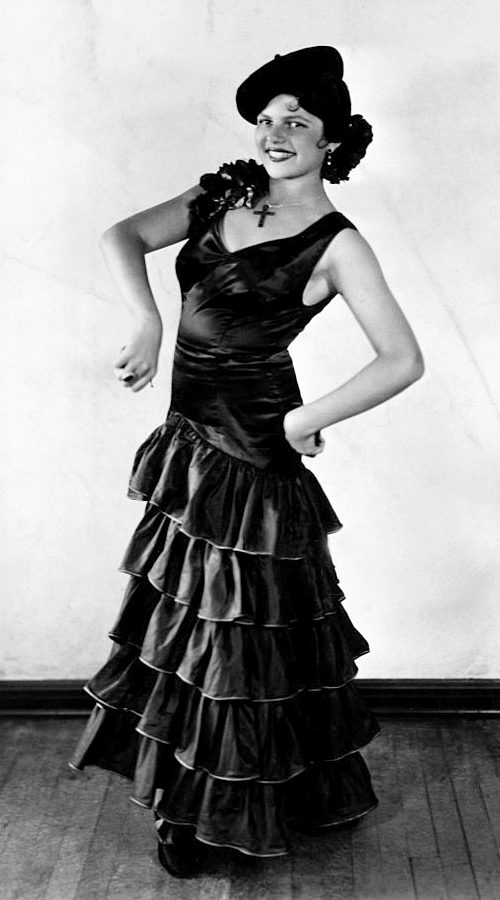
Hayworth, de 12 años, caracterizada para el dúo «Bailarines Cansino» que conformaba con su padre, 1931.

En la primavera de 1931, Margarita hizo una nueva aparición sobre los escenarios cuando tuvo que sustituir imprevistamente a la bailarina de su primo Gabriel Cansino en el Carthay Circle Theater de Los Ángeles, donde solían montar coreografías en vivo antes de la proyección de las películas. Los comentarios de prensa hablaban en ese entonces de una «joven de catorce años, de busto prominente y aspecto provocativo». Ante el incipiente éxito de la pequeña Hayworth, su padre no tardó en convertirla en su pareja de baile —el dúo se llamó «Bailarines Cansino»— y ambos se dedicaron a recorrer los casinos flotantes de la costa californiana. Su cabello fue teñido de castaño a negro y fue obligada a utilizar vestidos más ajustados para darle una apariencia más madura y «latina». Un nuevo contrato en Chula Vista, California, cerca de la frontera mexicana, hizo que Hayworth debiera abandonar sus estudios escolares y ocupara de pronto el papel de principal fuente de ingresos de la familia que había perdido su padre.

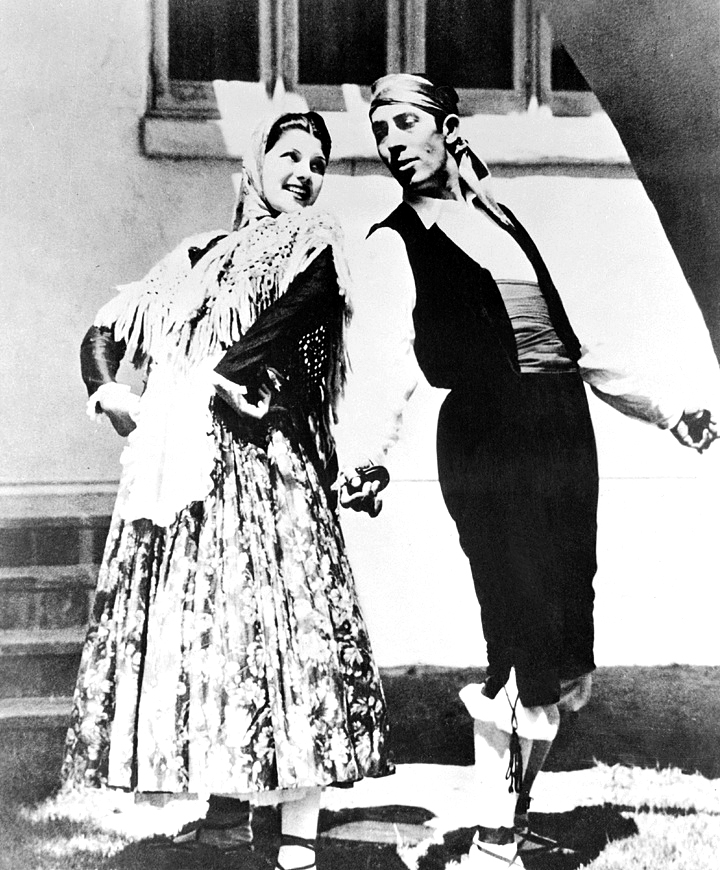
Hayworth, de 16 años, junto a su padre, Eduardo Cansino, en 1933.

Según las leyes de California, como Hayworth era demasiado joven para trabajar en clubes nocturnos y bares, su padre la llevó a trabajar al otro lado de la frontera de Tijuana, México. En los momentos de ocio, mientras su padre se divertía en los clubes, dejaba a su hija encerrada en los camerinos para protegerla de otros hombres. A principios de la década de 1930, era un lugar turístico popular para la gente de Los Ángeles, aunque se había ganado una mala reputación por la amplia cantidad de burdeles que abundaban en la zona. En la época de la Prohibición, muchos estadounidenses cruzaban la frontera hacia México, donde había establecimientos de juego con consumo legal de alcohol y prostitución que le valieron a Tijuana el apodo de «Ciudad del Pecado». Como consecuencia, Hayworth nunca se graduó de la escuela secundaria, pero completó el noveno grado en la Alexander Hamilton High School. Sus hermanos revelaron que sus padres habían falseado la edad de Hayworth para librarla de la escolarización obligatoria y la propia actriz le confesó años más tarde a su segundo marido, Orson Welles, que su padre era alcohólico y ludópata, y a menudo abusaba sexual y físicamente de ella. Unas entrevistas grabadas a Vernon Hayworth en 1974, poco antes de su muerte, demuestran que él estaba al tanto de los padecimientos de su hermana, al igual que su madre, Volga, que solía protegerla de su marido en muchas ocasiones.
Hayworth tuvo un pequeño papel en la película Cruz diablo (1934) a los 16 años, lo que la llevó a otro pequeño papel en la película In Caliente (1935) con la actriz mexicana Dolores del Río. También bailó con su padre en locales nocturnos como Foreign y Caliente. Luego de una infructuosa prueba de cámara para la Warner Bros., Hayworth fue convocada en 1934 por Winfield Sheehan, jefe de producción de la Fox, que había quedado fascinado con su actuación en el club nocturno Caliente y sus habilidades de baile. En ese entonces, la percibió «tímida en grado superlativo», pero pensó que podía introducirla en el mundo del cine. Su debut cinematográfico para la Fox fue una secuencia de baile de tono erótico al lado de Gary Leon en una película protagonizada por Spencer Tracy, Dante's Inferno. A poco de comenzar el rodaje, Leon tuvo un percance en su tobillo y la filmación de la secuencia se postergó durante más de dos semanas, durante las cuales Hayworth y su padre se dirigieron a trabajar a Aguascalientes, México. Según su biógrafa Barbara Leaming, Eduardo Cansino «utilizaba la buena presencia de la hija para introducirse en los círculos secretos de la industria del cine». Luego de su breve incursión, la Fox le ofreció un contrato de seis meses con los derechos normales de renovación para comenzar a trabajar en febrero de 1935 bajo el nombre de Rita Cansino.

#### Dificultades en la carrera e irrupción en Columbia (1935-1939)

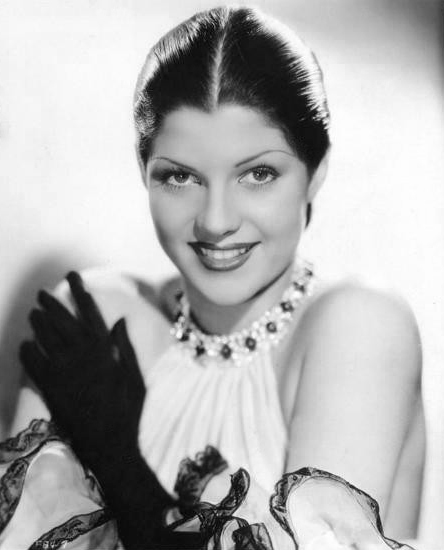
Rita Hayworth en una foto publicitaria para la Fox, junio de 1935.

Durante su tiempo en Fox, Hayworth fue anunciada como Rita Cansino y apareció en papeles comunes, a menudo interprendo a extranjeras llamativas. Estaba tan aterrada al momento de filmar su primera película hablada, Under the Pampas Moon (1935), que cuando llegó el momento de pronunciar sus líneas frente al actor Warner Baxter, comenzó a tartamudear. La productora la había matriculado en academias de interpretación, baile y equitación, y le había sugerido que adelgazara y continuara realizando ejercicio físico. Una nota de prensa de la Fox se refería a ella en ese entonces como una «hermosa bailarina hispano-irlandesa de dieciséis años que ha dado la vuelta al mundo una docena de veces». Un periodista que la entrevistó para Milwaukee Journal en 1935 dijo que «hace mucho no veo a nadie tan aturdido» en referencia a su nerviosismo, inseguridad y los ataques de llanto que dispensaba frente a directores y colegas. Luego de interpretar a una joven argentina llamada Carmen en Under the Pampas Moon, se le asignó a Hayworth otro papel para principiantes, el de la niña egipcia Nayda en Charlie Chan in Egypt. El objetivo era prepararla para un rol muchísimo más importante en el filme tecnicolor Ramona (1936), basada en una novela de Helen Hunt Jackson. Winfield Sheehan esperaba que ese protagónico le diera a Hayworth una popularidad similar a la de Dolores del Río y la llevara al estrellato. Sin embargo, Fox tenía importantes problemas financieros a tal punto que en 1935 debió fusionarse con Twentieth Century, tras lo cual Joe Schenck y Darryl F. Zanuck sucedieron a Sheehan en la dirección y no dieron su aprobación para los proyectos de su predecesor. Zanuck, por su parte, consideró que Hayworth no servía para el papel y la reemplazó por Loretta Young. Además, se negó a renovarle contrato una vez que finalizó la grabación de Message to García de George Marshall y Human Cargo de Allan Dwan, dos de las películas con las que se esperaba prepararla para su primer protagónico. El episodio desató una crisis dentro de la familia Cansino que, en su mayor medida, dependía económicamente de los ingresos de Hayworth. Su hermano Vernon definió aquella experiencia como «traumática».

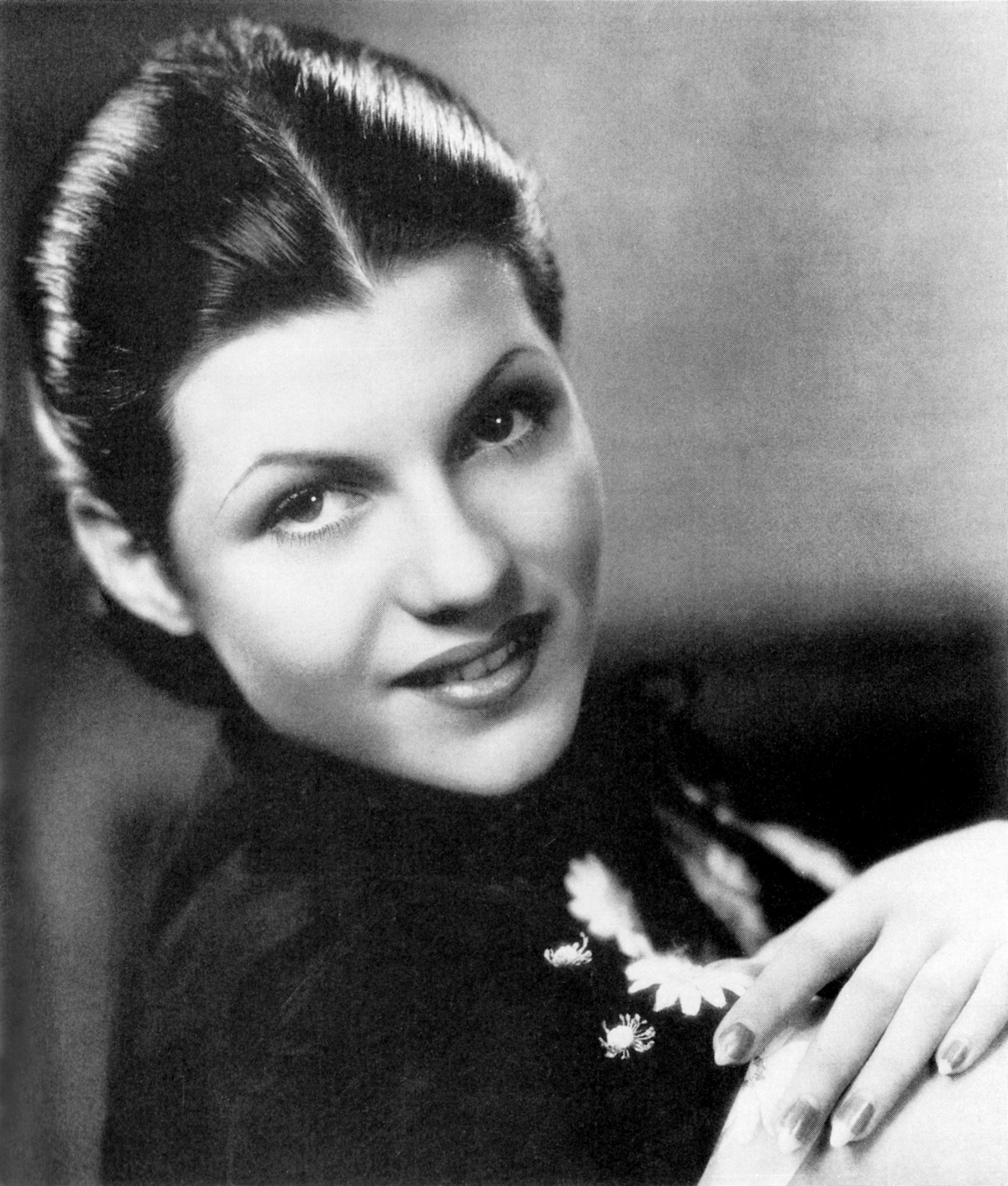
Rita Hayworth, diciembre de 1935.

En un contexto donde el mercado cinematográfico estaba dominado por varones, la única posibilidad de acceder a ser una figura estelar —sobre todo para las jóvenes provenientes de familias disfuncionales o de la clase obrera— era por medio de favores sexuales o el patrocinio artístico. Edward Charles «Eddie» Judson, un empresario divorciado en tres oportunidades y vinculado a los consorcios petroleros y la industria automotriz, comenzó a interesarse por Hayworth luego de ver una prueba de cámara para Ramona. Henry C. Rogers, que jugaba al póquer con él, lo definió como un «tipo misterioso. Nadie supo nunca quién era en realidad». Helen Hunt señaló más tarde que Judson fue como un «padre» para Hayworth no solo por la diferencia de edad —era 22 años mayor—, sino porque, al menos en los comienzos de la relación, la educaba, protegía y cuidaba como tal. Los relatos de personas que los vieron juntos narran cómo Hayworth cambió su actitud completamente al rodearse de Judson y lo obedecía verdaderamente como si fuera un padre. En circunstancias normales, Eduardo Cansino jamás hubiese permitido que se acercara a su hija, pero debido a la crisis que estaba atravesando la familia y el país, aceptó su propuesta de brindarle apoyo en la carrera. En poco tiempo, Judson comenzó a interceder en favor de Hayworth ante las principales figuras de la industria del cine y logró una serie de trabajos sin contrato que le proporcionaron un promedio de 200 USD por película a cambio de ofrecer rebajas en el precio de los vehículos a los productores que le dieran un papel a su representada. Además de un papel pequeño en Meet Nero Wolfe de Columbia, Hayworth apareció en un par de películas de vaqueros protagonizadas por Tom Keene bajo producción de Crescent Pictures, Rebellion y Old Louisiana.
Sin embargo, los esfuerzos de Judson no tuvieron ningún logro importante hasta que Columbia Pictures le ofreció a Hayworth un contrato de siete años. Si su trabajo no tenía éxito, la productora se reservaba el derecho de no renovarle el contrato, tal como ocurrió cuando fue despedida por Twentieth Century-Fox. Columbia Pictures había sido fundada en 1924 y había permanecido como una productora menor hasta que en los años de 1930, su director Harry Cohn la situó en primera línea. Su único defecto, a diferencia de otras empresas competidoras, era que no poseía estrellas contratadas de manera exclusiva, de modo que Cohn debía pedirlas prestadas a otras productoras a cambio de una elevada comisión del 75 %. Como Hayworth estaba dentro de las chicas que quería probar, le concedió un pequeño papel en Girls Can Play, donde la actriz y otras compañeras formaban un equipo femenino de sóftbol. Si bien Cohn quedó bastante disconforme con su actuación, le sugirió que modificase su apellido dado que Cansino sonaba demasiado español y fue ahí cuando Rita Cansino adoptó definitivamente —y para consternación de su padre— el apellido de soltera de su madre, convirtiéndose en Rita Hayworth. Sin embargo, autores como Joseph Morella o John Kobal afirman que recibió el nombre de su tío materno Vinton, también actor, que a menudo era anunciado en los créditos como Haworth, y que la «y» fue agregada por Cohn. El productor argumentó además que su imagen era demasiado mediterránea, lo que la limitaba a desempeñar papeles poco comunes, de modo que, con un nombre que enfatizara su ascendencia irlandesa-estadounidense, era más probable que la gente la mirara como una típica norteamericana.
En mayo de 1937, apenas cuatro meses después de la firma de su contrato, la actriz se fugó con Judson en el afán de contraer matrimonio, escapar de su hogar y lograr un desarrollo profesional aún mayor. Ese día, Hayworth llegó extremadamente nerviosa a la filmación y temía que su padre adivinara lo que estaba sucediendo. La pareja se dirigió a Yuma, Arizona, desde donde enviaron un telegrama a la familia Cansino anunciando la boda. Los padres de Hayworth, impactados por la situación, en cuanto volvieron a reencontrarse con Judson, lo agredieron físicamente. Por su parte, el matrimonio le exigió a Eduardo Cansino que les devolviera todo el dinero que Hayworth había ganado para la familia. Años después, la actriz manifestó de Judson que: «Yo me casé por amor, pero para él fue una inversión... Desde el principio se puso al frente de todo y durante cinco años me trató como si no tuviese alma ni cerebro». El matrimonio comenzó a visitar bares y clubes nocturnos donde, según él, Hayworth tenía más probabilidades de atraer la atención de fotógrafos, periodistas y hombres del ambiente. Según su biógrafa Leaming, al final del día, si Judson se quejaba de que su esposa no había logrado llamar la atención de nadie importante, la actriz se iba a la cama llorando por haberle decepcionado. El maquillador Bob Schiffer comentó que Hayworth «reproducía lo que los hombres deseaban. Por desgracia, pensaba que era así como tenía que ser». Judson, de hecho, le recomendó cambiarse el color de cabello a rojo jengibre y someterse a un tratamiento electrolítico para elevar la línea desde donde le nacía el cabello y ampliar la frente. Antes de su consagración en Only Angels Have Wings (1939) de Howard Hawks, Hayworth trabajó en una docena de películas de bajo presupuesto y clase B de Columbia hasta que Cohn vio unas fotos publicitarias tomadas luego de su cambio físico y quedó deslumbrado. La necesidad de formar a cualquier costo un plantel de estrellas propias para Columbia llevó a Cohn a presionar al director Hawks para elegir a Hayworth en el que sería su primer papel importante en cine.

#### Crecimiento profesional y portada de la revistaLife(1939-1945)

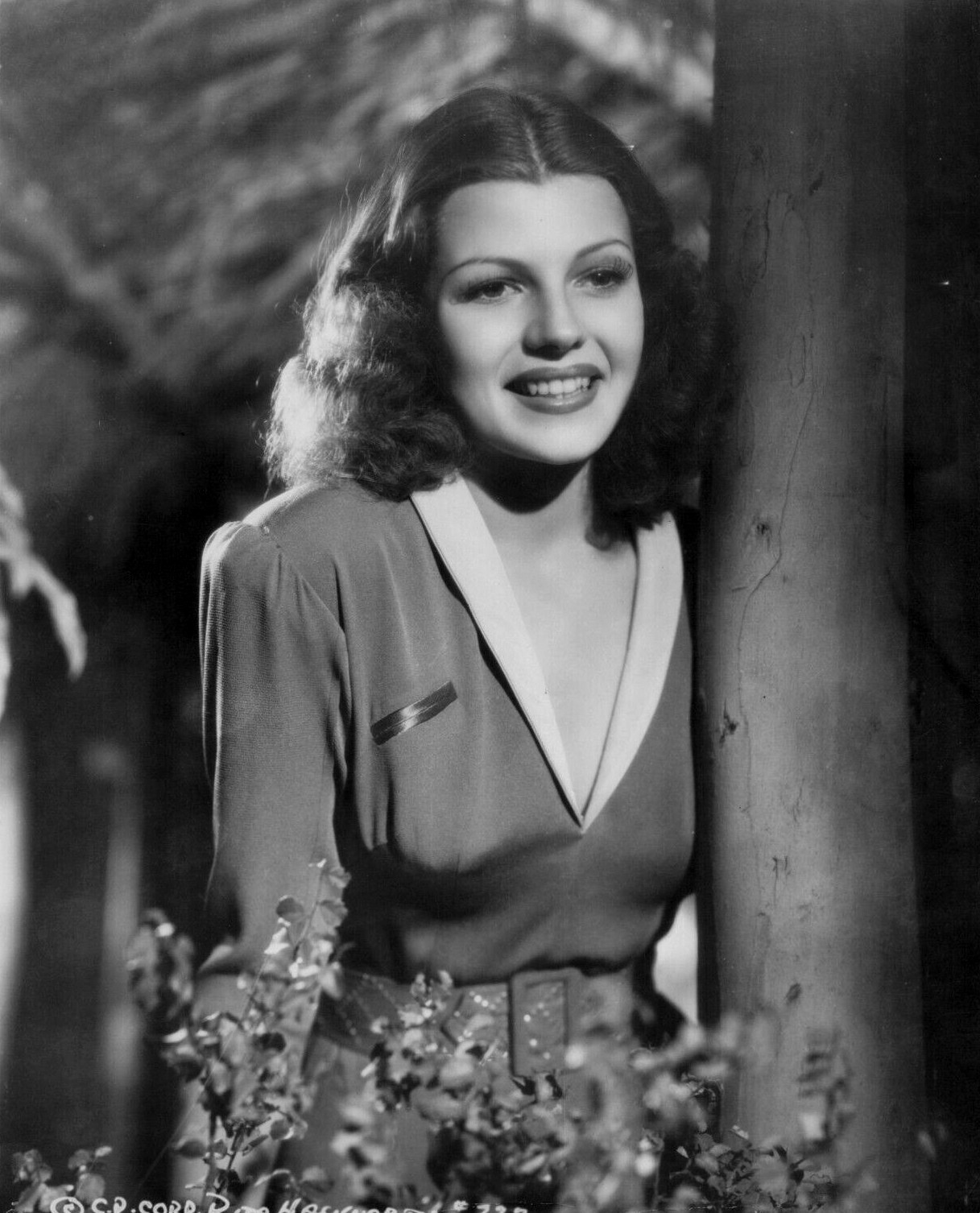
Hayworth en el drama romántico Only Angels Have Wings (1939).

Hawks sabía que Hayworth era una actriz novata y que su nerviosismo delante de las cámaras era consecuencia de eso. Por ese motivo, se limitó a explotar fundamentalmente su aspecto provocativo y le restó importancia a la faceta actoral cuando llegó el momento de rodar Only Angels Have Wings (1939), donde la actriz actuó junto a Cary Grant. En ese sentido, Hawks señaló irónicamente que «adquirió mucha reputación por aparecer irreprochablemente en una escena de borrachera. Pero si hubiéramos querido que la interpretase... ¡bueno!» y le aseveró a Cohn que debía reforzar la personalidad de Hayworth. Frank S. Nugent en su reseña del New York Times expresó que Hawks «ha hecho un uso adecuado de la capacidad actoral del Sr. Grant, la Srta. Arthur, Thomas Mitchell, el Sr. Barthelmess, Sig Rumann y el resto». Henry Rogers, un publicista de reconocida trayectoria, fue el encargado de llevar adelante una campaña mediática para fortalecer la imagen de la actriz a cambio de una comisión del 5 % sobre los ingresos brutos de Hayworth. Cada vez que Rogers tenía que comentar los avances de la campaña al matrimonio Judson, notaba que la actriz permanecía en silencio mientras Judson hablaba por los dos y respondía inmediatamente en su lugar, sobreponiéndose a Hayworth. «Nunca la informaba de nada. La trataba igual que a una niña», manifestó en una ocasión. Rogers ideó una historia que se publicó en la revista quincenal Look, donde aseveraba que era la actriz con mayor cantidad de vestuario de Hollywood y que había sido elegida la mejor vestida del año. Esto contrastaba con la opinión de la Sra. Rogers, que creía que Hayworth no tenía gusto para vestirse. Seis semanas después, la nota despertó el interés de otros columnistas y editores, y llegaron a publicarse un total de 3800 historias diferentes y más de 12 000 fotografías de la actriz. Una de ellas la señaló como «la chica más colaboradora de Hollywood» y Eddie Judson, consciente de que el público querría saber cada detalle de la estrella, mantuvo su casa abierta a la prensa.
Durante 1940, Hayworth apareció en cinco películas, pero ninguna tuvo repercusión entre el público. Warner Bros. la contrató para sustituir a Ann Sheridan, que había entrado en un conflicto contractual con la productora, en The Strawberry Blonde (1941) de Raoul Walsh. El filme narraba la historia de un dentista joven interpretado por James Cagney que se enamora del personaje de Hayworth, pero luego se casa con una chica menos provocadora, aunque más resuelta encarnada por Olivia de Havilland. Entre las reseñas recibidas, Variety destacó que «Hayworth se lleva todas las miradas como el personaje principal». Tras un papel en la comedia Affectionately Yours, regresó a la Twentieth Century-Fox —otra vez cedida por Columbia— para protagonizar con Tyrone Power, Blood and Sand, producida por Darryl F. Zanuck, quien unos años antes la había desvinculado de la Fox. Durante el rodaje, entabló una amistad con el coreógrafo Hermes Pan, que se volvió una persona de confianza en el entorno de Hayworth. La película la consagró en el mundo del cine y demostró su enorme habilidad para encarar personajes provocadores a tal punto que fue elogiada por Variety: «Hayworth es excelente como vampiresa y llama mucho la atención al igual que Nazímova». Originalmente, el papel había sido pensado para Carole Landis, pero lo había rechazado por oponerse a teñir su color de cabello.
El rotundo cambio físico y la incipiente popularidad de la actriz obsesionó al director de la productora, Harry Cohn, que con el tiempo comenzó a perseguirla al extremo de colocarle micrófonos en su camarín para escuchar sus conversaciones privadas. La situación creó una tensión profesional que se extendió a lo largo de muchos años. Columbia le renovó contrato una vez más y Hayworth coprotagonizó con Fred Astaire You'll Never Get Rich, una de las películas con mayor presupuesto financiadas por Columbia, donde bailó al compás de la música de Cole Porter. La película se estrenó en el Radio City Music Hall en septiembre de 1941. Astaire señaló que «aprendía los pasos más aprisa que nadie», pero la experiencia resultó agotadora para Hayworth que, además del acoso de Cohn, padecía la sobreexigencia de Astaire en los ensayos. Por otra parte, en el seno de su intimidad, la actriz estaba lidiando serios problemas personales con su marido Judson, por cuyas manos pasaban todas las decisiones financieras concernientes a su trabajo y, además, solía instarla a acostarse con otros hombres de la industria a cambio de ofertas laborales. Sin embargo, a medida que la actriz creció en su profesión, logró juntar carácter para frenar estos abusos, sobre todo cuando Judson le propuso que se acostara con Cohn, a quien Hayworth aborrecía ferozmente.

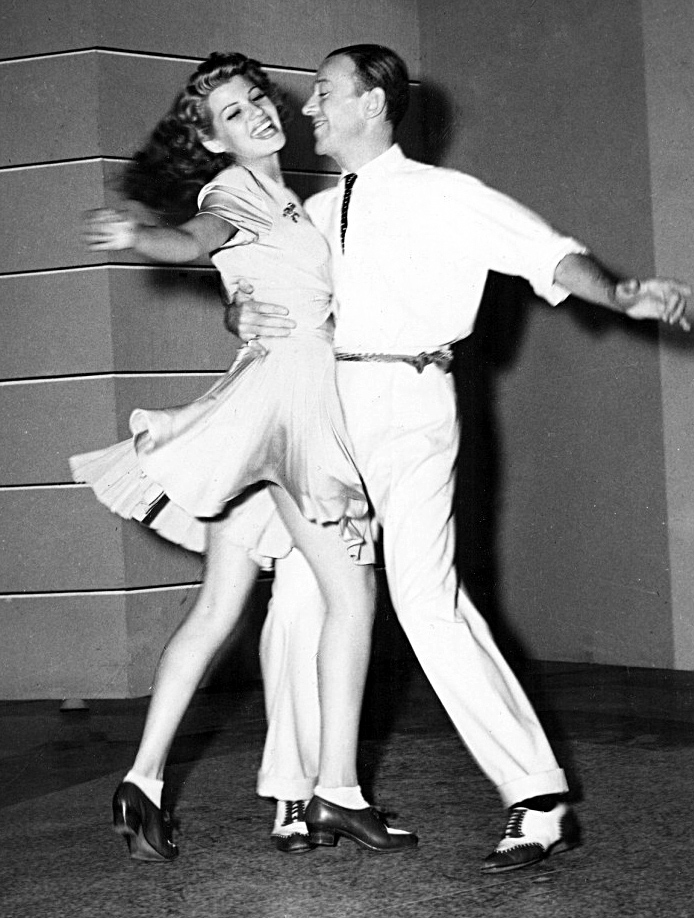
Hayworth con Fred Astaire en You Were Never Lovelier (1942).

El biógrafo de Astaire, Peter Levinson, escribió que la combinación de baile de Astaire y Hayworth era de un «magnetismo absoluto en la pantalla». Aunque Astaire hizo diez películas con su otra pareja de baile, Ginger Rogers —que tenía una relación de parentesco lejana con la actriz—, la sensualidad de Hayworth superó la vasta experiencia técnica de Rogers. «La exuberancia juvenil de Rita encajaba perfectamente con la madurez y elegancia de Fred», comentó Levinson. Cuando le preguntaron a Astaire quién era su pareja de baile favorita, intentó no responder la pregunta, pero luego admitió que era Hayworth: «Está bien, te daré un nombre», dijo. «Pero si alguna vez lo dejas entrever, juraré que mentí. Fue Rita Hayworth». Astaire comentó que «Rita bailaba con una perfección y personalidad entrenadas... Era mejor cuando estaba en escena que cuando ensayaba». El biógrafo Charlie Reinhart describió el efecto que tuvo en el estilo de Astaire: «Había una especie de reserva respecto de Fred. Era encantador. Te invitaba a su baile. Con Hayworth no había reservas. Era muy explosiva. Y es por eso que creo que realmente se complementaron». Volvió a actuar a dúo por segunda y última vez con Fred Astaire en la comedia musical You Were Never Lovelier (1942), producida por Columbia. También efectuó durante ese año varias presentaciones de Mercury Wonder Show, un espectáculo ambulante organizado por Welles que recorría distintos campamentos militares de California y que Cohn le prohibió continuar por cuestiones de contrato con Columbia. Fue reemplazada por la actriz Marlene Dietrich.

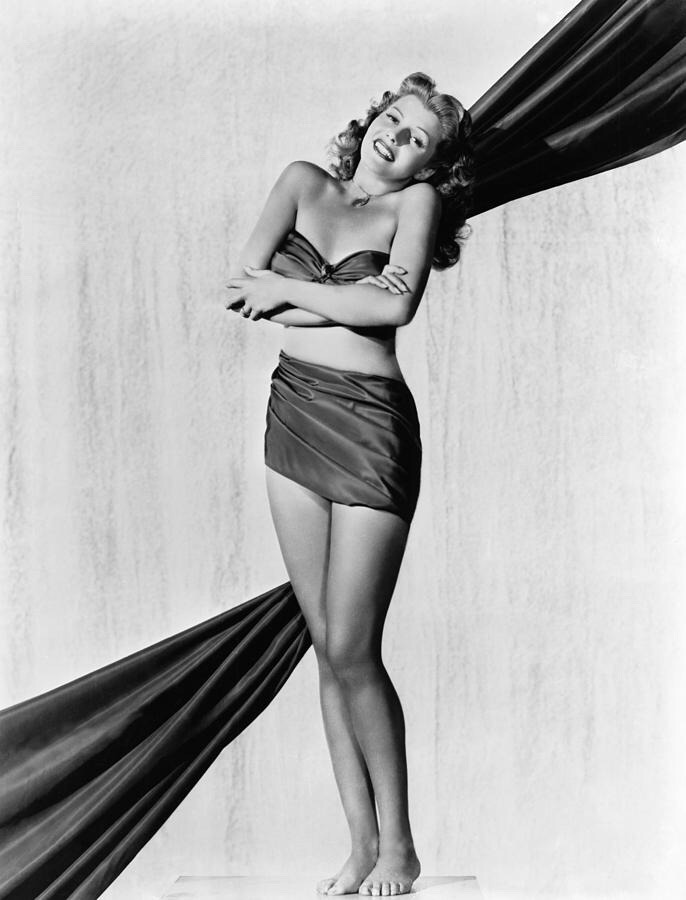
Fotografía pin-up de Rita Hayworth —similar a la de la revista Life— para la edición del 7 de julio de 1944 de Yank, the Army Weekly, una revista semanal del Ejército de los Estados Unidos para todo el personal alistado.

En agosto de 1941, Hayworth se convirtió en la portada de la revista Life a través de una foto a cargo de Bob Landry, que luego se volvió emblemática por el entusiasmo que generó sobre la moral y el espíritu de los millones de soldados que acudían a la Segunda Guerra Mundial. Sin embargo, muchas mujeres también se encontraban entre los admiradores de Hayworth, tal como comprobó con ocasión de un viaje a La Habana. El retrato la mostraba de camisón entallado y corpiño de encaje negro, y consolidó a Hayworth como una de las dos mejores chicas pin-up del conflicto bélico junto a Betty Grable. Durante dos años, fue la fotografía en circulación más solicitada. En 2002, el camisón de satén que Hayworth usó para la foto fue subastado por la casa Sotheby's en 26 888 USD.
Cohn la cedió en préstamo para hacer dos actuaciones más, una para Paramount Pictures con el actor francés Charles Boyer en Tales of Manhattan (1942) y otra para Twentieth Century-Fox con Victor Mature —con quien tuvo un breve noviazgo— en My Gal Sal. Su segundo marido, Orson Welles, contó respecto al rodaje de Tales of Manhattan que «perdieron un día entero porque cada vez que Boyer le ponía cara de ooh, ooh, ella se retorcía de risa... Lo que todas las mujeres se derretían por tener, a ella le hacía gracia. Y el pobre Boyer, que era un buenazo, no entendía nada. Se limitaba a hablar con acento francés...» En marzo de 1942, Hayworth visitó Brasil como embajadora de buena voluntad de la política de buena vecindad de la administración de Roosevelt, bajo el auspicio de la Oficina del Coordinador de Asuntos Interamericanos. Durante la década de 1940, Hayworth también contribuyó a las iniciativas de diplomacia cultural en apoyo del panamericanismo a través de sus transmisiones radiales a Sudamérica por la cadena de radio CBS.
Hayworth obtuvo una gran facturación en una de sus películas más conocidas, el musical tecnicolor Cover Girl, estrenado en 1944. La película la consolidó como la principal estrella de Columbia de la década de 1940 y le dio la distinción de ser la primera de las seis mujeres en bailar en la pantalla tanto con Gene Kelly como con Fred Astaire. «Creo que las únicas joyas de mi vida fueron las escenas que hice con Fred Astaire... y también con Cover Girl», diría Hayworth en 1970. Durante tres años consecutivos, a partir de 1944, Hayworth fue una de las principales atracciones de boletería del mundo; era experta en números de ballet, tap, baile de salón y danzas españolas. Estaba embarazada de su primera hija, Rebecca, fruto de su matrimonio con Orson Welles, cuando comenzó a prepararse para el rodaje de Tonight and Every Night (1945), un musical con Lee Bowman ambientado en Londres durante los bombardeos, donde Cohn continuó con su idea de mostrar el talento para la danza de la actriz. Tras el nacimiento de Rebecca Welles y la temprana muerte de la madre de Hayworth a los 47 años con apenas unas semanas de diferencia, la actriz se dirigió a México para pasar unas vacaciones con su esposo a comienzos de 1945. Hayworth se hallaba muy deprimida y esos sucesos —junto con los amoríos extramatrimoniales de Welles— llevaron a la actriz a beber ocasionalmente.

#### Éxito conGilda(1945-1946)

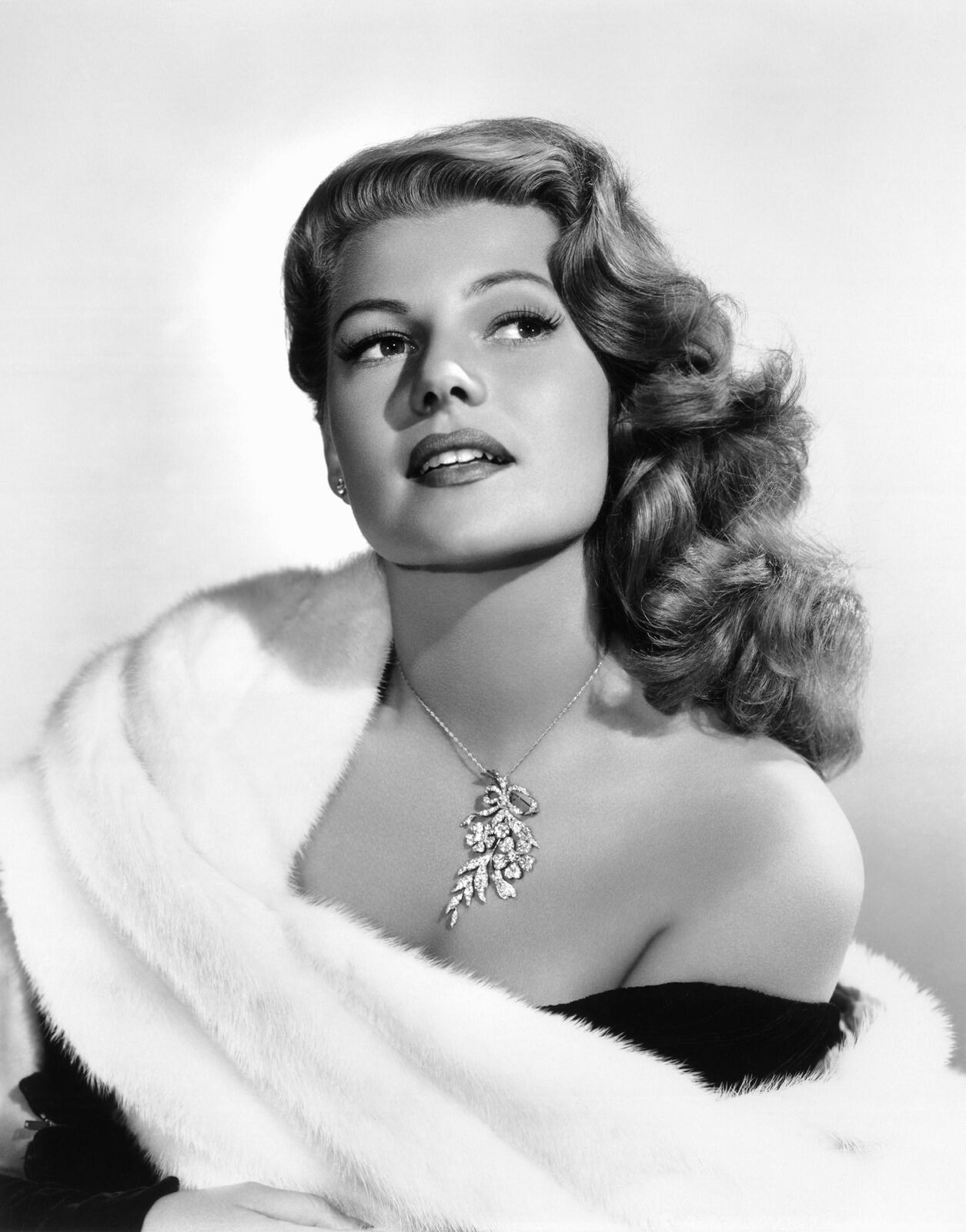
Hayworth en el apogeo de su carrera en los años de 1940, con su típica melena roja.

Si bien luego de su casamiento con Orson Welles en 1943, Hayworth estaba decidida a despegarse de los papeles de símbolo sexual, sus siguientes películas la identificarían desde entonces y para siempre con ese arquetipo. Su apariencia sexy y glamorosa quedó al descubierto en la película de cine negro, Gilda (1946), dirigida por Charles Vidor con Glenn Ford, que causó cierta consternación a los censuradores. El papel, en el que Hayworth vestía un satén negro y realizaba un legendario striptease con un solo guante mientras interpretaba su versión de «Put the Blame on Mame» —doblada por Anita Ellis—, la convirtió en un ícono cultural como mujer fatal. En referencia a eso, Hayworth diría que «los hombres se van a la cama con Gilda, pero se despiertan conmigo». Según el ejecutivo Jonie Taps, «Rita no se consideró ni quiso ser nunca un sex symbol».
Gilda fue desarrollada por la productora Virginia Van Upp que funcionó como un instrumento para Hayworth, que en ese momento era conocida principalmente por sus papeles en comedias musicales. Originalmente, la historia iba a ser una película de gánsteres estadounidenses dirigida por Edmund Goulding. Sin embargo, la ubicación de la historia se trasladó a Buenos Aires, Argentina luego de las objeciones del censor Joseph Breen y el reemplazo de Goulding por Charles Vidor. Gilda fue filmada del 4 de septiembre al 10 de diciembre de 1945. Durante el rodaje, Hayworth y Ford comenzaron una extensa relación de amistad, con intervalos de romance, que perduraría hasta principios de los años de 1980.

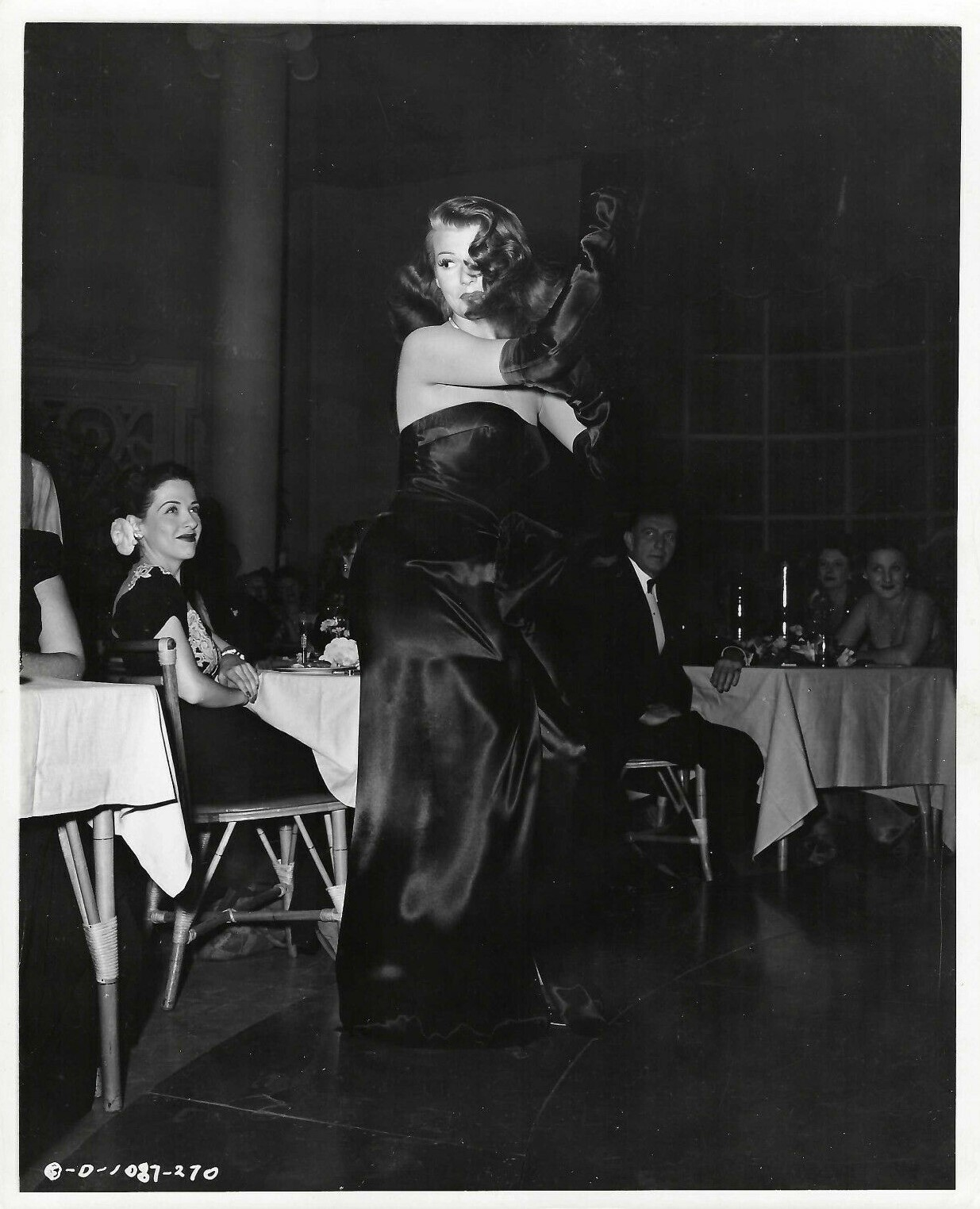
Hayworth en la emblemática escena de Gilda (1946), donde interpretó «Put the Blame on Mame».

Cuando se estrenó por primera vez, la película obtuvo críticas que iban de mixtas a positivas. A Variety le gustó la película y escribió: «Hayworth es fotografiada de manera muy seductora. Los productores no han creado nada sutil en la proyección de su sex appeal, y probablemente eso haya sido acertado. Glenn Ford es el vis-a-vis, en su primer papel cinematográfico en varios años... Gilda es obviamente una producción costosa y lo demuestra. La dirección es estática, pero eso es más culpa de los escritores». Al revisar la película para The New York Times, Bosley Crowther le dio una crítica negativa, admitiendo que no le gustó ni entendió la película, pero elogió a Ford por tener «cierto aguante y aplomo en el papel difícil de un apostador joven». En retrospectiva, y a grandes rasgos, la película fue aclamada por la crítica. El sitio web Rotten Tomatoes informó que el 90 % de los críticos dieron a la película una reseña positiva, basado en 67 de ellas.
Gilda fue proyectada en la competición del Festival de Cine de Cannes de 1946, la primera vez que se celebró el festival. En su estreno, la película obtuvo ganancias de 3 750 000 USD en los Estados Unidos y Canadá, y de 6 millones USD en todo el mundo.
Más recientemente, el crítico de cine Emanuel Levy escribió una reseña positiva: «Con Rita Hayworth en su interpretación más conocida, Gilda, estrenada justo después del final de la Segunda Guerra Mundial, llama la atención por su peculiar capacidad para mezclar géneros y la forma en que interactúan sus personajes. Gilda fue un cruce entre una impresionante aventura negra de la década de 1940 y la oleada de películas femeninas. Imbuida de una perspectiva moderna, la película es bastante notable por la forma en que aborda las cuestiones sexuales». The A.V. Club dijo que «parte de la fascinación de Gilda es la forma en que complejiza la idea de la mujer fatal... Hayworth interpreta a Gilda con un nivel de audacia que oculta una profunda inseguridad», pero mencionó que el inusual final feliz para un filme negro casi arruina la experiencia cinematográfica.

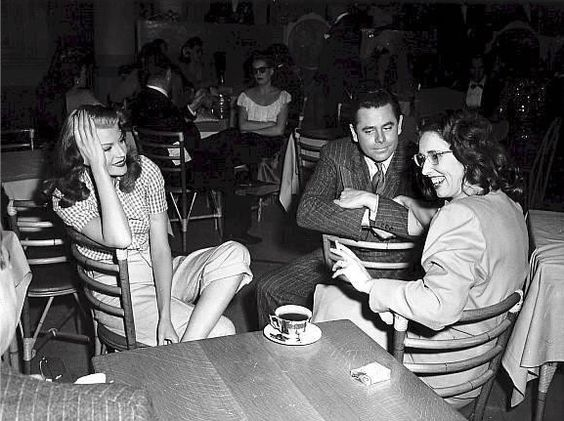
Hayworth, su amigo Glenn Ford y la productora Virginia Van Upp en un descanso de la película Gilda (1946).

A causa del éxito de Gilda, el agente comercial de la actriz, Johnny Hyde, exigió a Harry Cohn que otorgase a Hayworth un porcentaje de los beneficios de las películas. Cohn rechazó inicialmente la propuesta y como consecuencia, la actriz fingió estar enferma durante el rodaje de Down to Earth (1947). Interrumpido el rodaje, Cohn sabía que se trataba de una estratagema de Hyde y accedió a regañadientes a dar el 25 % de los beneficios netos de las películas de la actriz a Beckworth Corporation —compañía formada con el nombre de Becky, la hija de Hayworth, y el apellido de la actriz—.

Gilda, el arma nuclear de 23 kilotones, detonada en el aire el 1 de julio de 1946 durante la Operación Crossroads.

Mientras Gilda estaba en lanzamiento, se dio a conocer que una bomba atómica que estaba programada para ser probada en el atolón Bikini en las Islas Marshall del Océano Pacífico llevaría una imagen de Hayworth, una referencia a su estatus de bomba. Aunque sin duda el gesto pretendía ser un cumplido, Hayworth se sintió profundamente ofendida. Orson Welles, entonces casado con Hayworth, recordó su enfado en una entrevista con la biógrafa Barbara Leaming: «Cada dos por tres le daban ataques de ira, pero el más tremendo fue cuando se enteró de que la habían puesto en la bomba atómica. Estuvo a punto de perder la razón, se puso furiosísima. Como si le hubieran dado un mazazo. Ante cosas así era la persona más susceptible del mundo. Quería ir a Washington para celebrar una rueda de prensa, pero Harry Cohn se lo impidió porque según él habría sido antipatriótico». Welles intentó persuadir a Hayworth de que todo el asunto no era un truco publicitario por parte de Cohn como ella creía, sino que era simplemente un homenaje a la actriz por parte de la tripulación del vuelo. Hayworth se había convertido en la personificación total de la sexualidad femenina para los soldados estadounidenses y poner una foto en la bomba había sido una forma ingenua de demostrarlo.
En la emisión del 30 de junio de 1946 de Orson Welles Commentaries, Welles dijo sobre la inminente prueba: «Quiero que mi hija pueda decirle a su hija que la fotografía de la abuela estuvo en la última bomba atómica que explotó». La cuarta bomba atómica detonada estuvo decorada con una fotografía de Hayworth recortada de la edición de junio de 1946 de la revista Esquire y encima de ella estaba escrito el apodo del dispositivo, Gilda, en letras negras menores. El traje de baño bikini fue introducido por el diseñador de ropa francés Louis Réard en julio de 1946 y lleva el nombre del atolón Bikini, donde cuatro días antes había tenido lugar la primera prueba pública de la bomba nuclear Gilda. Tras el auge de la película, surgió una leyenda urbana que asevera que una copia de la película fue enterrada en la Cordillera de los Andes para su preservación en caso de un ataque nuclear.

#### The Lady from Shanghai(1947-1948)

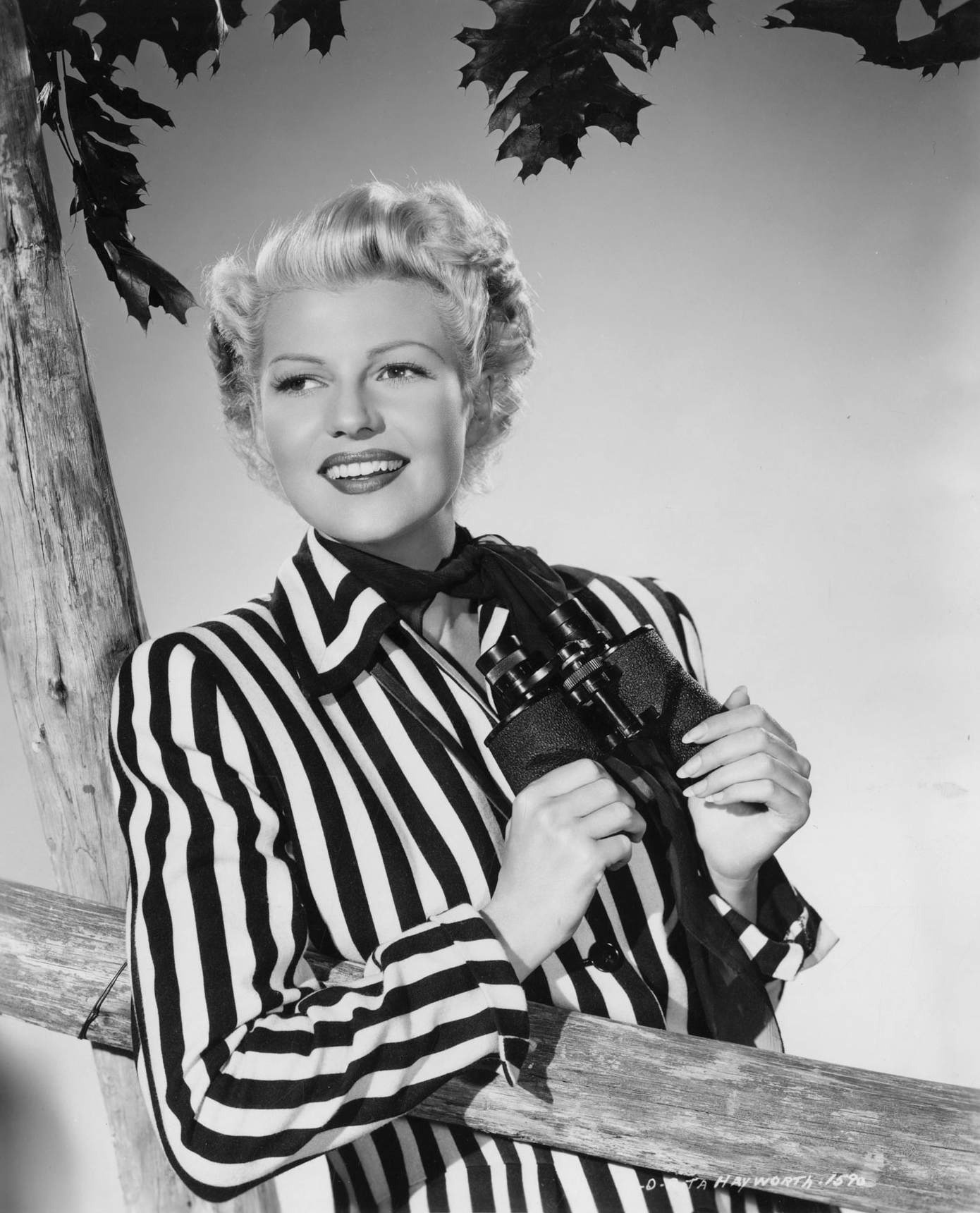
Hayworth en The Lady from Shanghai (1947).

La actuación de Hayworth en la película de Welles de 1947, The Lady from Shanghai, fue elogiada por la crítica, aunque incomprendida por el público de entonces.El fracaso de la película en ventas se atribuyó en parte a que Hayworth se cortó el famoso cabello rojo que la caracterizaba y lo decoloró a rubio platinado para el papel. Cohn no había sido consultado y estaba furioso por el cambio de imagen de Hayworth, que por entonces era una de las actrices mejor pagadas. «Orson estaba intentando algo nuevo conmigo, pero Harry Cohn quería la imagen, la imagen que me hará hasta los 90 años», recordó Rita Hayworth. «The Lady from Shanghai era una película muy buena. Entonces, ¿qué dice Harry Cohn cuando la ve? ¡Te ha arruinado, te cortó el pelo!». El papel de Elsa Bannister refleja muchos aspectos de la personalidad y la vida de la actriz. Por empezar, la película comienza con un intento de violación y el personaje interpretado por Hayworth es el de una joven casada con una figura paterna que la supera en edad y que, al igual que su marido Judson, la amenaza con revelar secretos de su pasado. Según Leaming, «Orson la puede salvar de una violación en la primera escena, pero no de la destrucción final... de los últimos instantes de la película. Por ello: «Matarte es matarme a mí mismo», le dice el padre-esposo cuando se disparan entre sí en el enloquecedor laberinto de reflejos (Welles pensaba acertadamente que Judson era una prolongación de Eduardo, de aquí que en la película ambas figuras aparezcan fundidas en una sola). En la secuencia de la sala de los espejos, cuando Rita se enfrenta a los múltiples fragmentos de su yo dividido, se vuelva adonde se vuelva acaba viendo siempre el reflejo del padre-esposo que le devuelve la mirada y los disparos». Leaming concluyó que «Welles, como artista, comprendía el misterio de la personalidad de Rita con una profundidad probablemente insuperada».
La película fue estrenada en 1948 y fue financiada —además del director— por Harry Cohn, que se mostró totalmente disgustado con el montaje inicial de Welles, en particular lo que consideraba una trama confusa y la falta de primeros planos —Welles los había evitado deliberadamente como recurso estilístico—, y no simpatizaba con el uso brechtiano de la ironía y la comedia negra por parte de Welles, especialmente en la escena que transcurre en los tribunales. También objetó el aspecto de la película dado que Welles había buscado una apariencia de estilo documental rodando la película casi en su totalidad en exteriores —convirtiéndola en una de las primeras películas importantes de Hollywood rodadas de esta manera— en Acapulco, Pie de la Cuesta, Sausalito y San Francisco, y utilizando principalmente tomas largas, mientras que Cohn prefería la filmación de imágenes y la iluminación estrictamente controladas en estudio. El estreno de la película se retrasó debido a la orden de Cohn de realizar una edición exhaustiva y nuevas tomas, lo que excedió notablemente el presupuesto inicial destinado al filme.

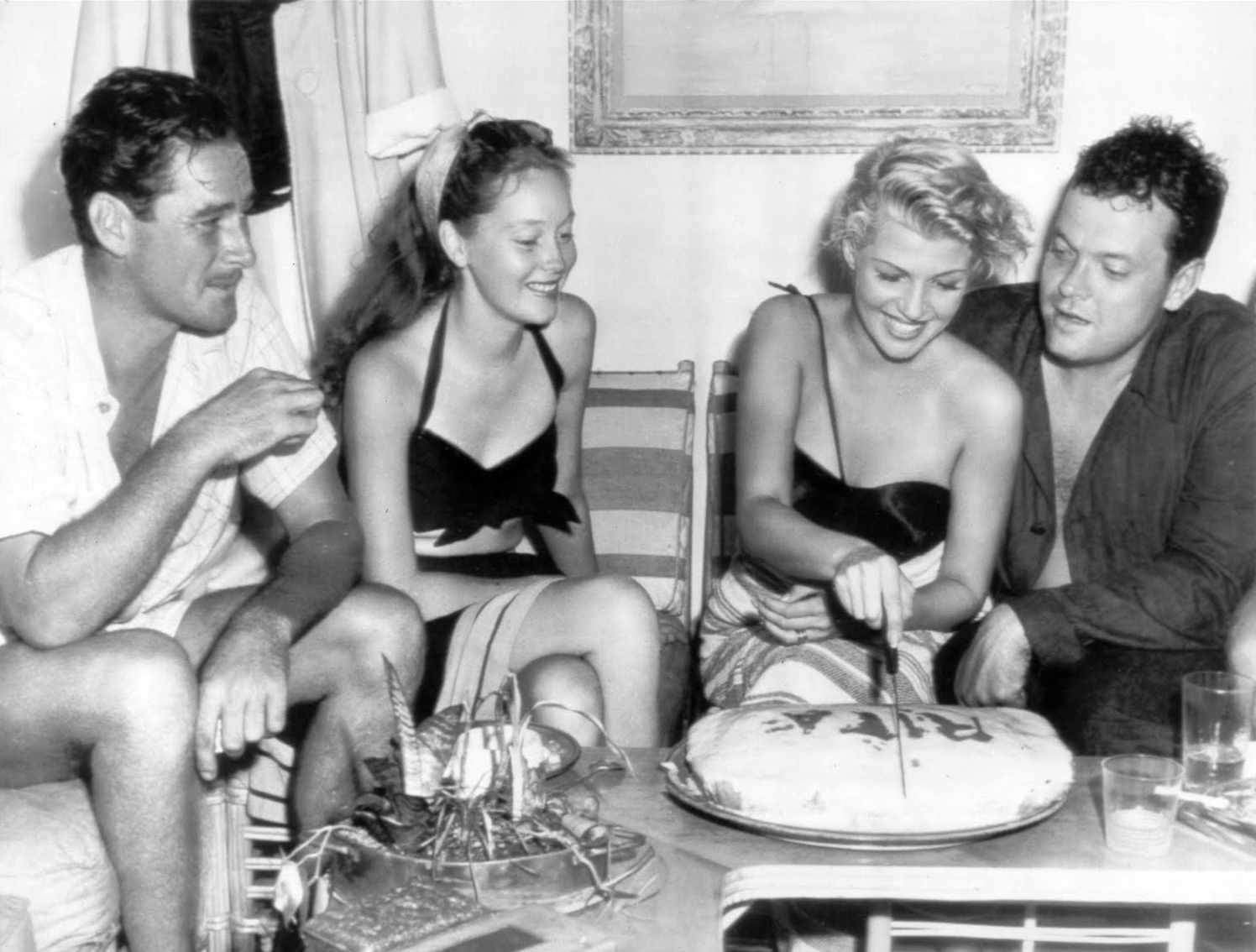
Celebración del cumpleaños 28.º de Hayworth a bordo del yate Zaca durante la filmación de The Lady from Shanghai. De izq. a der.: Errol Flynn, su esposa Nora Eddington, Hayworth y Orson Welles.

La película fue considerada un desastre en Estados Unidos al momento de su estreno, aunque el tiroteo final en un salón de espejos se ha convertido desde entonces en una de las piedras angulares del cine negro. Poco después del estreno de la película, Welles y Hayworth finalizaron su divorcio. William Brogdon de Variety consideró que el guion era «difuso y lleno de agujeros», al tiempo que señaló que el «estilo divagante utilizado por Orson Welles tiene destellos ocasionales de imaginación, particularmente en los difíciles entramados de fondo que utiliza para desarrollar la historia, pero los efectos, aunque buenos por sí solos, distraen de la trama de asesinato». Bosley Crowther del New York Times consideró de manera similar que el argumento del asesinato era «algo completamente confuso y desconcertante. La tensión se escurre imprudentemente en un colador de trama complicada y en una muy larga discusión en la sala del tribunal que tiene poco salvo algunos trucos visuales. Como productor de la película, el Sr. Welles podría haberse despedido a sí mismo, es decir, como autor, y contratar a alguien para que le diera al Sr. Welles, director, un mejor guion». Harrison's Reports sintió que «la acción, por momentos, es confusa, pero parece como si la confusión tuviera un propósito». Time Out Film Guide, en una reseña retrospectiva, afirmó que a Welles simplemente no le importó que la narrativa fuera fluida: «el principal placer de The Lady from Shanghai es su enfoque irónico a la hora de contar historias». Posteriormente, el crítico y museólogo David Kehr declaró a la película como una obra maestra y la calificó como «la mejor película extraña jamás realizada».
También, en 1947, Hayworth apareció en un artículo de la portada de Life de Winthrop Sargeant que derivó en que la apodaran «La diosa del amor». El término fue adoptado y utilizado posteriormente como título de una película biográfica y un libro sobre ella. El artículo señalaba en su interior que «Rita Hayworth no es solo una joven, es además una de las encarnaciones de nuestro mito nacional más arraigado, el de una suprema hechicera, la diosa del amor». Paralelamente, sus labios fueron elegidos como los mejores del mundo por la Artists League of America, lo que también la llevó a firmar contrato con Max Factor para promocionar los lápices labiales Tru Color y el maquillaje Pan Stik. En una entrevista recopilada en un libro de la década de 1980, Hayworth dijo acertadamente: «Todos los demás hacen escenas de desnudos, pero yo no. Nunca hice películas de desnudos. No necesitaba hacer eso. Bailaba. Supongo que era provocativa en algunas cosas. Pero no quedé completamente expuesta».

#### Reveses profesionales y huida de Hollywood (1948-1951)
Su siguiente película, The Loves of Carmen (1948) con Glenn Ford, fue la primera película coproducida por Columbia y la productora de Hayworth, Beckworth Corporation. Fue la mayor fuente de ingresos de Columbia ese año y fue el primer filme del que Hayworth cobró un porcentaje de ganancias, como así también de todas sus películas posteriores hasta 1954, cuando disolvió Beckworth para saldar deudas. Sin embargo, la película se convirtió en un fracaso y Glenn Ford incluso calificó el papel como el peor de su carrera. The New York Times escribió que: «Con el debido respeto a los abundantes y evidentes encantos de Rita Hayworth, otorgados a ella tanto por la naturaleza como por el departamento de maquillaje, simplemente se debe suponer que no tiene lo que se necesita para interpretar el papel de Carmen, la clásica vampiresa gitana de Prosper Mérimée. Por un montón de posturas y poses vacías, de caderas en movimiento y un sentimiento general de pasión, es probable que nunca lo veas entregado por la señorita Hayworth...»

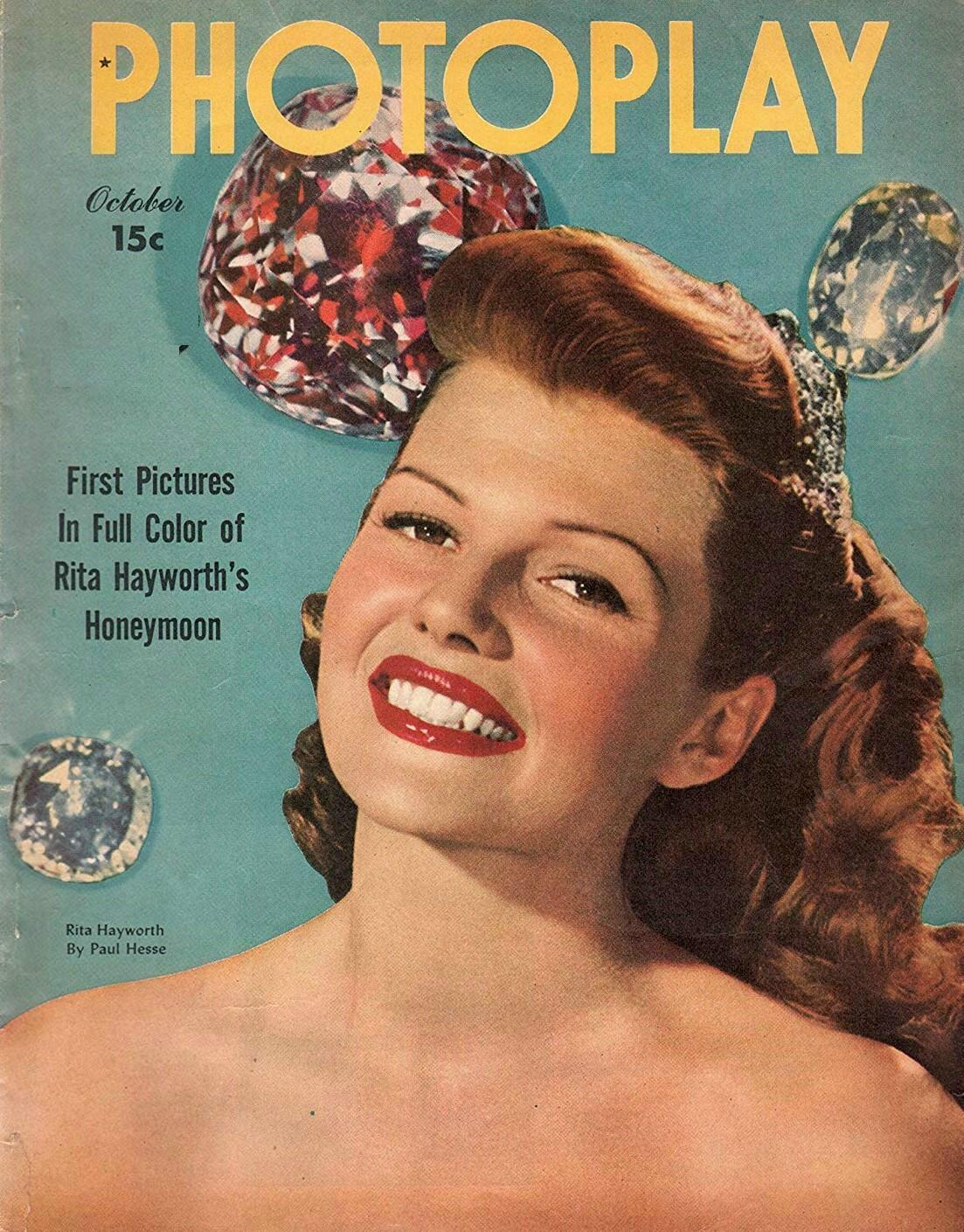
Hayworth en la portada de Photoplay, octubre de 1949.

Hayworth tuvo una relación tensa con Columbia Pictures durante muchos años. Un día después de que saliera su sentencia definitiva de divorcio con Orson Welles, en diciembre de 1948, fue convocada por Columbia para someterse a distintas pruebas de maquillaje y vestuario para el papel que debía interpretar en Lona Hanson, que iba a comenzar a rodarse en México a la semana siguiente. Debido a que Hayworth no había revisado el guion y no iba a aceptar que Cohn la obligara a aceptar un papel que no conocía de antemano, cuando por fin le dieron un ejemplar, lo leyó y rechazó alegando que no le convenía. Irritado por su decisión, y con la película aplazada por tiempo indefinido, Cohn le comunicó que dejaría de pagarle los 5000 USD de salario semanal que percibía. William Holden, el coprotagonista, volvió a la Paramount para interpretar otra película. Cohn, por su parte, hizo saber en la industria que Hayworth se negaba a trabajar, lo que, sumado a sus devaneos amorosos, hizo mucho daño a su imagen.
En ese entonces, Hayworth lanzó una declaración a la prensa, defendiéndose de lo que consideraba un ataque a su reputación:

La afirmación de que me he negado a presentarme a mi puesto de trabajo no es cierta. Acudí al trabajo el 12 de septiembre, pero no se había preparado ningún guion. Me entregaron uno el jueves pasado. El personaje que por lo visto tenía que encarnar yo, no tenía que ver conmigo, antes bien, me perjudicaba. Así lo comuniqué a la empresa y esta me suspendió de empleo y sueldo.

El New York Times remarcó que «los expertos le recordaron a Rita sin rodeos ni ambigüedades, que la desfavorable situación económica que vive la industria del cine en nuestros días exige que todos los afectados trabajen con mayor ahínco». En 1943, Hayworth ya había sido suspendida sin goce de sueldo durante nueve semanas porque se había negado a aparecer en Once Upon a Time. Durante este período en Hollywood, los actores contratados no podían elegir sus películas; recibían un salario en lugar de recibir una cantidad fija por película.

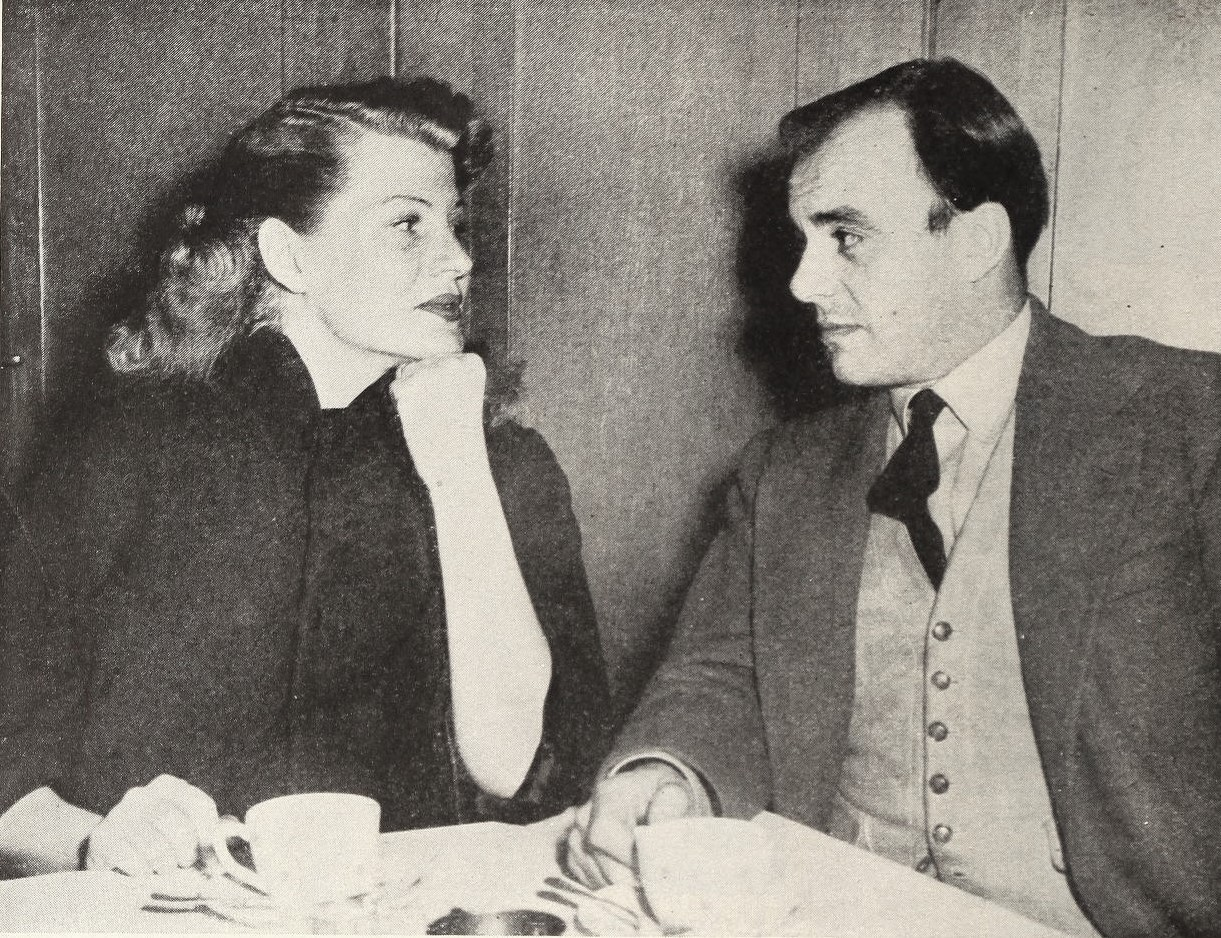
Hayworth y su tercer esposo, el príncipe Alí Khan, con quien huyó de Hollywood entre 1949 y 1952.

En 1947, el nuevo contrato de Hayworth con Columbia le proporcionaba un salario de 250 000 USD más el 50 % de las ganancias obtenidas de las películas. Un año después, en el apogeo de su fama, Hayworth viajó a Cannes y conoció al príncipe Alí Khan. Comenzaron un noviazgo que duró un año y se casaron el 27 de mayo de 1949. Hayworth dejó Hollywood y navegó hacia Francia, rompiendo su contrato con Columbia. Como ya era una de las celebridades más conocidas del mundo, el noviazgo y la boda recibieron una enorme cobertura de prensa. Debido a que todavía estaba legalmente casada con su segundo marido, Orson Welles, durante los primeros días de su noviazgo con el príncipe, Hayworth también recibió algunas reacciones negativas, lo que provocó que algunos fanáticos estadounidenses boicotearan sus películas. El 28 de diciembre de 1949, Hayworth dio a luz a la única hija de la pareja, la princesa Yasmin Aga Khan. Aunque estaba ansiosa por comenzar una nueva vida en el extranjero, lejos de Hollywood, el estilo de vida extravagante y los deberes de Alí Khan resultaron demasiado difíciles para la actriz, que tenía dificultades para adaptarse a la realeza y aprender el francés. Alí Khan estaba catalogado en los círculos sociales como un playboy y se sospechaba que le era infiel a Hayworth durante el matrimonio.

#### Retorno a la pantalla y problemas económicos (1951-1955)
En 1951, Hayworth zarpó con sus dos hijas hacia Nueva York y, aunque se reconcilió con Alí Khan por un corto tiempo, se divorciaron en 1953. Continuó chocando con el jefe de Columbia, Harry Cohn, dado que su productora alegó que había «invertido más de 800 000 USD en una infraestructura en la que ella se ha negado a aparecer». La actriz había salido de Hollywood para casarse con el príncipe y, en consecuencia, fue suspendida de empleo y sueldo por no presentarse a trabajar en la película Affair in Trinidad, que resultó ser un fracaso rotundo. En 1952, expresó que su negativa se debía a que se oponía al guion y además lo desconocía:

Estaba en Suiza cuando me enviaron el guion de Affair in Trinidad y lo tiré al otro lado de la habitación. Pero hice la película, y Pal Joey, también. Regresé a Columbia porque quería trabajar y primero, mira, tenía que terminar ese maldito contrato, ¡así es como Harry Cohn se apropió de mí!

Hayworth quería revisar el guion antes de comenzar a filmar la película y este no estaba en condiciones, de modo que se negó a trabajar mientras no estuviera terminado, lo que avaló a la productora para tomar medidas más drásticas. Cohn admitió que la idea original de Affair in Trinidad era mala, pero su intuición le decía que ganaría dinero mientras estuviese en alza el interés público por el regreso de la princesa Hayworth. En ese entonces, la actriz deseaba romper contrato con Columbia, pero necesitaba trabajar. Después del colapso de su matrimonio con Khan, la actriz se vio obligada a regresar a Hollywood para protagonizar la película, que significó su retorno al cine luego de varios años y la emparejó nuevamente con Glenn Ford. El director Vincent Sherman recordó que Hayworth parecía «bastante asustada ante la propuesta de hacer otra película».
Continuó protagonizando una serie de películas exitosas. En 1953, estrenó dos películas: Salome con Charles Laughton y Stewart Granger, y Miss Sadie Thompson con José Ferrer y Aldo Ray. Variety escribió que la actuación de Hayworth en Salome estuvo «entre sus mejores», mientras que Edwin Schallert de Los Ángeles Times calificó a la película como un «romance llamativo y estridente» cuya principal debilidad era «descubrir qué clase de mujer se supone que es realmente Salomé. Ni los creadores de la historia ni la propia Rita arrojaron demasiada luz sobre esto». Analizando Miss Sadie Thomson, Variety destacó Hayworth que «capta bien la esencia del personaje principal, incluso desafiando completamente el maquillaje, el vestuario y la fotografía poco glamorosos para adaptar su apariencia física a la de la dama indecente y sombría que era Sadie Thompson». Estuvo fuera de la pantalla grande durante otros cuatro años, principalmente debido a un tumultuoso matrimonio con el cantante Dick Haymes, a raíz del cual recibió mucha publicidad negativa y se mostró reacia a trabajar en cine, lo que disminuyó significativamente su atractivo. Luego de rematar unas escenas secundarias de Miss Sadie Thompson, Hayworth declaró a los reporteros que, a su juicio, casarse con Haymes era la mejor forma de ayudarle en la coyuntura que estaba atravesando —el cantante había sido acusado de evadir responsabilidades militares en época de guerra y podía ser deportado—. Cuando Columbia la hizo volver inmediatamente a Los Ángeles para las sesiones fotográficas de publicidad, la actriz pensó que se la quería alejar de Haymes y, en consecuencia, se rehusó a dejar Las Vegas, donde se hallaba con el cantante.
En octubre de 1953, Hayworth celebró una rueda de prensa en Houston donde declaró que se hallaba «en bancarrota» y que Haymes «tendrá que mantenernos a todos, a mí, a mis hijas, la casa, con lo que gane como cantante». Y agregó: «En contra de lo que cree todo el mundo, que soy rica, debo confesar que no tengo un céntimo». Un portavoz de Columbia señaló que, desde su regreso a Hollywood, Hayworth había ganado más de 250 000 USD anuales y que aún tenía que percibir el 25 % de los beneficios de Affair in Trinidad. Pero dados los problemas legales que afrontaba Haymes por un lado y la actriz con el príncipe Alí Khan por la tenencia de su hija Yasmin por el otro, a medida que entraba dinero, este se utilizaba para pagar los crecientes honorarios de los abogados.
En 1955, demandó a Columbia Pictures a través del Tribunal Federal de Nueva York para que la liberaran de su contrato firmado en 1947. Cohn tenía reputación de capataz, pero también tenía sus propias críticas hacia Hayworth. Había invertido mucho en ella antes de que comenzara una aventura con Alí Khan, y esto último pudo haber causado un contragolpe a su carrera y al éxito de Columbia. Por ejemplo, un artículo del periódico británico The People pidió boicotear las películas de Hayworth: «Hay que decirle a Hollywood que su reputación ya empañada se hundirá hasta el fondo si le devuelve a esta imprudente mujer un lugar entre sus estrellas».

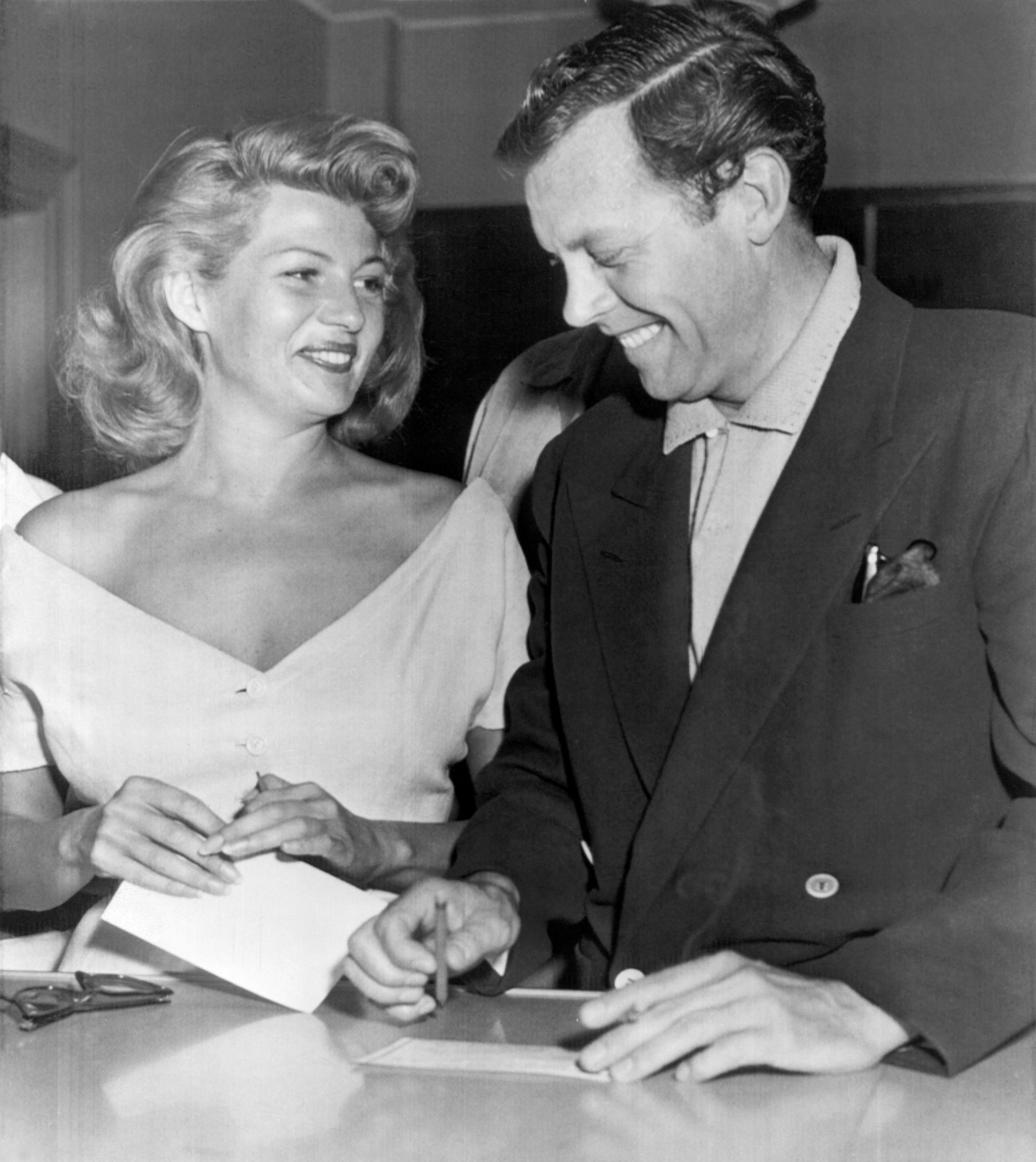
Hayworth y su cuarto esposo, Dick Haymes, en septiembre de 1953. Los escándalos del matrimonio dañaron severamente la imagen de la actriz.

En una nueva negociación con Cohn —arengada e influenciada por su cuarto esposo Haymes—, Hayworth aseveró que no volvería a trabajar mientras no se aceptasen cuatro condiciones decisivas: que la Columbia prestase 50 000 USD a Haymes para que este pagara las pensiones alimenticias y otras deudas que había contraído con sus exesposas —las mismas habían desencadenado una orden de captura en California—, y que se comprometería devolver a razón de 10 000 USD anuales, que Haymes tuviera libre acceso a los estudios de la productora, que Cohn hiciera todo lo posible por anular el decreto de deportación y que se le permitiera a Hayworth cumplir sus compromisos laborales en el país que prefiriese en caso de ocurrir la deportación de Haymes. Además, Columbia debía comprar las acciones de la compañía Beckworth, consistentes en alrededor de 700 000 USD.
El acuerdo se firmó el 28 de diciembre de 1955, pero la productora, que le dio un anticipo de dinero, no estaba totalmente convencida de que Hayworth acudiese a los estudios para hacer las dos películas que figuraban en el contrato una vez que retirase la demanda que había presentado. Para ello, se le exigió a modo de garantía que depositase 100 000 USD de las acciones Beckworth en una cuenta en participación en una banco de Reno, Nevada. Cuando la productora le comentó a Haymes que estaba pensando en contratar a Orson Welles para que actuara con Hayworth, se opuso rotundamente. Cuando el papel finalmente le fue concedido a Kerwin Matthews, Haymes se enfureció dado que esperaba que se lo dieran a él. Le ordenó a Hayworth que enviara un telegrama para cancelar el acuerdo alegando que el rodaje de Joseph and His Brethren no comenzó cuando estaba acordado y exigió que se le abonara su salario de 150 000 USD, y que se le reintegraran los 100 000 USD depositados en Nevada. La Columbia presentó una contraquerella notificándola de que se la suspendía de empleo y sueldo, y una nueva demanda por no devolver el préstamo otorgado en tiempo y forma. La película fue filmada posteriormente en 1961 por una compañía extranjera como The Story of Joseph and His Brethren.
Cohn expresó su frustración en una entrevista de 1957 con la revista Time:

¡Hayworth podría valer fácilmente diez millones de dólares hoy! Poseía el 25 % de las ganancias con su propia empresa y había tenido éxito tras éxito, y tuvo que casarse y salir del negocio, y tuvo que ser suspendida porque se enamoró de nuevo. ¡En cinco años, con dos películas al año, al 25 %! ¡Piensa en lo que podría haber hecho! ¡Pero no hizo películas! ¡Recibió dos o tres suspensiones! ¡Se mezcló con diferentes personajes! ¡Impredecible!

Años después de que terminara su carrera cinematográfica y mucho después de la muerte de Cohn, Hayworth todavía estaba resentida por el trato que le habían dado tanto él como Columbia. En una entrevista de 1968, señaló:

Solía tener que marcar un reloj en Columbia. Cada día de mi vida. Así era. Estaba bajo contrato exclusivo, como si fueran mis dueños... Creo que tenía micrófonos en mi camerino... Era muy posesivo como persona conmigo, no quería que saliera con nadie, que tuviera amigos. Nadie puede vivir de esa manera. Así que luché contra él... ¿Quieres saber qué pienso de Harry Cohn? Era un monstruo.

Posteriormente, en 1972, dijo:

Harry Cohn pensaba en mí como una de las personas a las que podía explotar y ganar mucho dinero... Y yo gané mucho dinero para él, pero no mucho para mí.

A Hayworth le molestaba el hecho de que el estudio no la había entrenado para cantar o ni siquiera la había animado a aprender a cantar. Aunque parecía cantar en muchas de sus películas, generalmente la doblaban. Como el público no conocía ese secreto, le daba vergüenza cantar para las tropas en los espectáculos de la USO.

Quería estudiar canto, pero Harry Cohn seguía diciendo: «¿Quién lo necesita?» y el estudio no lo pagaría. Me tenían tan intimidada que de todos modos no podría haberlo hecho. Siempre decían: «Oh, no, no podemos dejar que hagas eso. ¡No hay tiempo para eso; tiene que hacerse ahora mismo!» Estaba bajo contrato y así fue.

#### Desaceleración profesional y declive (1956-1972)
En marzo de 1956, un juez falló en contra de la actriz en el juicio que llevaba adelante contra Columbia, alegando que la parte demandante incumplió sin motivo justificado el contrato que había firmado con la parte demandada. Hayworth llegó a un acuerdo privado con los estudios y propuso protagonizar Fire Down Below en los exteriores de las Antillas y en los estudios de Londres sin necesidad de regresar a Los Ángeles. Dado el estrés al que había estado sometida los últimos años y sus episodios cada vez más frecuentes de alcoholismo, se le habían formado arrugas profundas alrededor de los ojos y la boca, lo que le daba un aspecto de mayor edad. Mientras filmaban en las Antillas, sus compañeros de trabajo notaron que, cuando Hayworth recibía correspondencia, rompía las cartas sin abrirlas siquiera y las arrojaba al mar. Cuando se le recordó que alguna podía contener un cheque, señaló que probablemente contenían «más problemas que dinero».

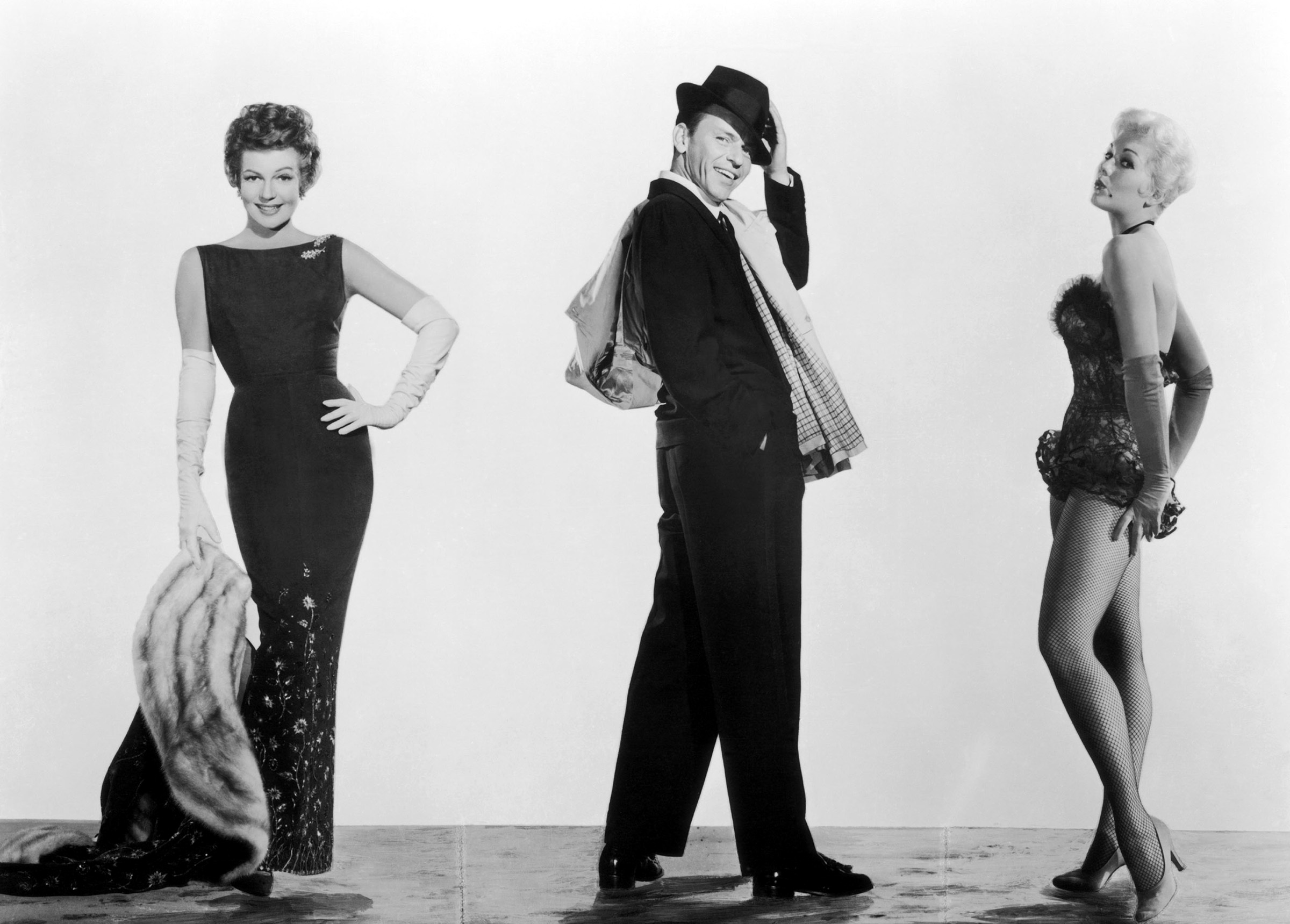
Foto publicitaria de Rita Hayworth, Frank Sinatra y Kim Novak para Pal Joey (1957).

Cohn pensaba llevar Pal Joey al cine y al principio había pensado en Hayworth para que actuara con su protagonista original, Gene Kelly, a modo de continuación de Cover Girl, pero dada su edad, prefirió otorgarle el papel a la joven Kim Novak, que pronto se convirtió en la sucesora de la actriz en Columbia. Hayworth, en cambio, tuvo un papel de soporte destacado. Según George Sidney, «no hubo fricciones entre Rita y Kim. Llegaba, se le decía lo que tenía que hacer y lo hacía», aún en condiciones climáticas poco favorables como las que tuvieron en San Francisco. En una ocasión, a Novak se le desgarró el vestido durante un ensayo y se desató un gran alboroto, pero Hayworth «estaba ya en esa época de la vida en que estas cosas carecen de importancia. Se dirigió a su silla, se sentó y se dedicó a contemplar lo que ocurría con una sonrisa irónica». De acuerdo con Grace Godino, «no hacía falta que dijera nada, se adivinaba lo que estaba pensando: Que se diviertan cuando quieran. Ya tienen un nuevo objeto sexual por el que preocuparse. Yo ya estoy harta de estas cosas».
Su último y quinto esposo, James Hill, estaba dispuesto a revertir la imagen negativa de Hayworth a través de un papel en la versión cinematográfica de Separate Tables (1958), que iba a producir su propia empresa. El personaje elegido de una mujer de clase, solitaria y asustada se amoldaba a la personalidad de la actriz, que venía de una serie de matrimonios infelices. Cuando Hill le propuso trabajar en They Came to Cordura, aunque Hayworth no mostró mucho entusiasmo, acabó por aceptar la propuesta dado que necesitaba conseguir dinero para la casa que quería comprar en Beverly Hills, que más tarde debió poner en alquiler. En esa época, deseaba rotundamente abandonar la profesión, pero Hills la persuadió de que continuara. Aceptó intervenir en The Story on Page One (1959), de Clifford Odets, y en The Happy Thieves (1961), de George Marshall, donde su marido buscó lanzarla como actriz seria.

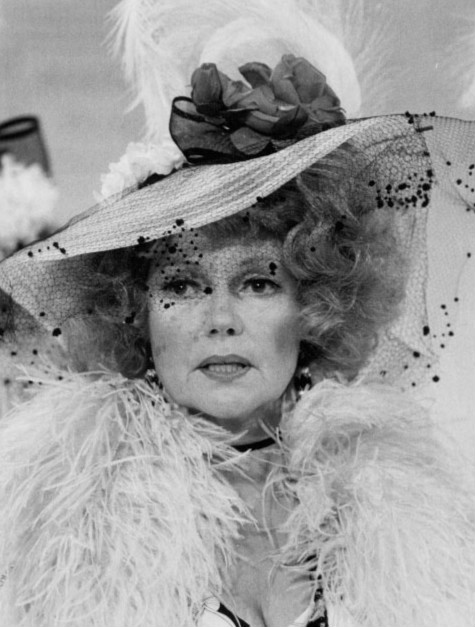
Rita Hayworth en el rol de Miss Sadie Thompson en Rowan & Martin's Laugh-In (1971).

En 1962, cuando a Gary Merrill se le ofreció un papel en una obra de Broadway, Step on a Crack, le sugirió al empresario que le propusiera a Hayworth encarnar el personaje de la antigua actriz de variedades casada con un médico de provincia cuyo matrimonio se está empezando a resquebrajar. La experiencia era nueva para la actriz y sus compañeros de reparto la encontraron «distraída» y «cada vez más nerviosa ante la perspectiva de actuar en el teatro». Luego de la primera semana de ensayos, alegando que se sentía mal, ingresó en un hospital, donde fue diagnosticada con anemia y agotamiento. Al salir, abandonó la compañía de teatro.

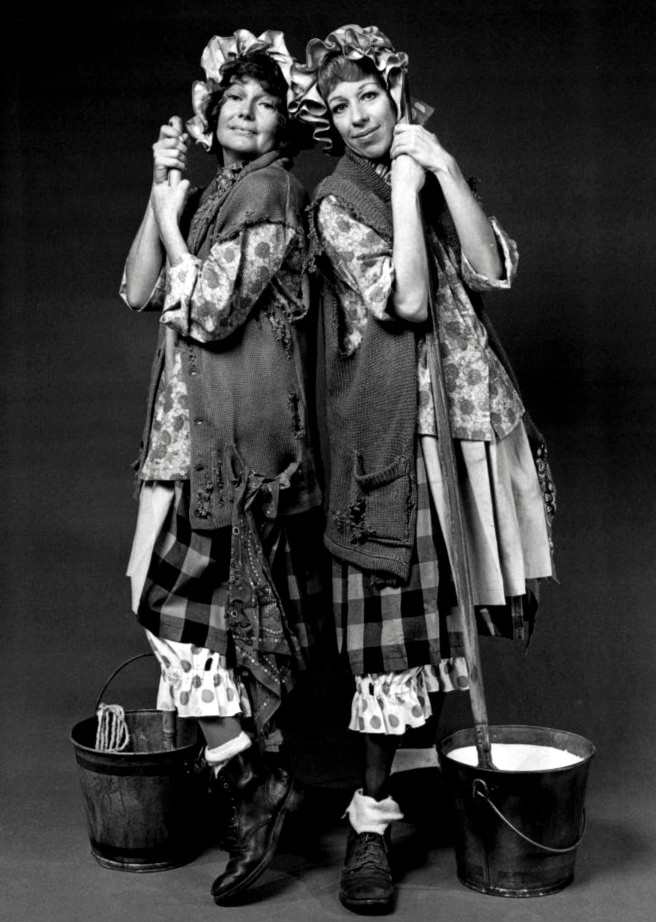
Rita Hayworth y Carol Burnett en el programa de televisión The Carol Burnett Show (1971).

Intervino en siete películas más entre 1963 y 1971, aunque el lento deterioro cognitivo fue haciéndose cada vez más manifiesto. Durante la filmación en España de El fabuloso mundo del circo, tuvo dificultades para recordar los diálogos. Su amiga Ann Miller le consiguió una oportunidad para sustituir a Lauren Bacall en Applause, que venía de batir récords en Broadway, pero Hayworth renunció luego de reconocer que era incapaz de memorizar el guion. Sus problemas cognitivos avanzaron a tal punto que, cuando fue contratada en 1972 para rodar The Wrath of God de Ralph Nelson, le resultaba imposible recordar incluso fragmentos de diálogo muy pequeños. Como no podía memorizar sus líneas, sus escenas se rodaron una a la vez con ayuda de sus compañeros, pero la experiencia expuso su precaria salud y el deterioro de su estado mental a los 54 años. Con el tiempo, también desarrolló cada vez más fobias, desde claustrofobia hasta miedo a la velocidad, y comenzó a experimentar graves ataques de ansiedad como así también dificultades para bajar las escaleras por sí sola.
Hayworth viajó a Londres en noviembre de 1972, acompañada por su amigo Curtis Roberts, luego de que se comprometiera para actuar en Tales That Witness Madness, un thriller psicológico dirigido por Freddie Francis. Cuando el chofer de los estudios Shepperton se presentó en el hotel donde se alojaba la actriz para llevarla a trabajar, descubrieron que se había fugado de nuevo a Estados Unidos. Hayworth fue reemplazada por Kim Novak y nunca más regresó a los escenarios.

### Últimos años y lucha contra el Alzheimer
Orson Welles notó el problema de Hayworth con el alcohol durante su matrimonio, pero nunca creyó que su inconveniente fuese el alcoholismo. «Ciertamente, imitaba el alcoholismo en todos los sentidos superficiales», recordó en 1983. «Ella nunca se enfurecía conmigo, ni una sola vez, siempre con Harry Cohn o su padre o su madre o su hermano. Destrozaba los muebles y se subía al auto, y yo tenía que subirme con ella y tratar de controlarla. Conducía por las colinas de manera suicida. Noches terribles, terribles. Y yo solo veía a esta hermosa chica autodestruyéndose. Admiro mucho a Yasmin».
Yasmin Aga Khan habló de la larga lucha de su madre contra el alcohol:

Recuerdo que cuando era niña tenía un problema con la bebida. Tenía dificultades para afrontar los altibajos del negocio... Cuando era niña, pensaba: Tiene un problema con la bebida y es alcohólica. Eso era muy claro y pensé: Bueno, no es mucho lo que yo pueda hacer. Puedo simplemente quedarme quieta y observar. Es muy difícil ver a tu madre pasar por sus problemas emocionales y beber y luego comportarse de esa manera... Su condición empeoró bastante. Empeoró y tuvo un colapso alcohólico y aterrizó en el hospital.

En marzo de 1974, sus dos hermanos murieron con una semana de diferencia, lo que le provocó una gran tristeza y la llevó a beber en exceso. En enero de 1976, en el Aeropuerto de Londres-Heathrow, Hayworth fue apartada de un vuelo de TWA después de tener un arrebato de ira mientras viajaba con su agente. El evento atrajo mucha publicidad negativa; al día siguiente, Hayworth ya no recordaba el episodio y se publicó en los periódicos una fotografía que causó consternación. El alcoholismo de Hayworth ocultaba síntomas de lo que finalmente se diagnosticó como la enfermedad de Alzheimer.

Rita Hayworth y Graciela Borges durante su viaje a la Argentina en 1976. En 2021, Borges recordó la foto en redes sociales y confesó que «nunca conocí a una mujer más triste».

En 1976, Hayworth viajó por primera vez a Buenos Aires, Argentina como parte de la producción de una película que finalmente no se realizó. La invitación provino de Editorial Abril y Canal 13. Hayworth tuvo una participación en el programa televisivo Almorzando con Mirtha Legrand, una cena en el restaurante de comida tradicional argentina La Cabaña y un cóctel auspiciado por Robert Hill, el embajador de Estados Unidos en Argentina, en el Palacio Bosch. Según se desprendió luego de información desclasificada, el embajador Hill envió un telegrama al Departamento de Estado alertando sobre el descubrimiento de seis granadas en lanzadores en un parque frente al Hotel Sheraton donde se alojaba la actriz. Las granadas fueron detonadas a tiempo por una brigada antiexplosivos, evitando el posible ataque. De haber resultado exitoso, el incidente habría sido visto como un triunfo publicitario para los grupos subversivos, dada la presencia de Hayworth en el hotel. Graciela Borges, que era su admiradora y la conoció en aquella oportunidad, señaló muchos años después: «Nunca conocí a una mujer más triste».
Poco después de volver a California, su amante Bill Gilpin la ingresó en el Hoag Memorial Hospital de Newport Beach luego de notar que Hayworth padecía pérdida de memoria, confusión e incontinencia ocasional urinaria. Warren W. Morse, inspector de la Curaduría Pública, presentó un memorial en el juzgado para hacerse cargo de «la persona y los bienes» de la actriz. En consecuencia, en marzo de 1977, la Audiencia del Condado de Orange nombró al protector público James E. Heim como tutor temporal de Hayworth. Al someterla a exámenes médicos, descubrieron que no sabía el mes en el que estaba ni el nombre del presidente de la nación, como así tampoco cómo se llamaban algunos de sus amigos. El abogado de Hayworth llegó a un acuerdo con la Audiencia por el que se retiraría la tutela de la Curaduría con el fin de trasladarla a una clínica de Silver Hill para tratar lo que entonces se creía era alcoholismo.

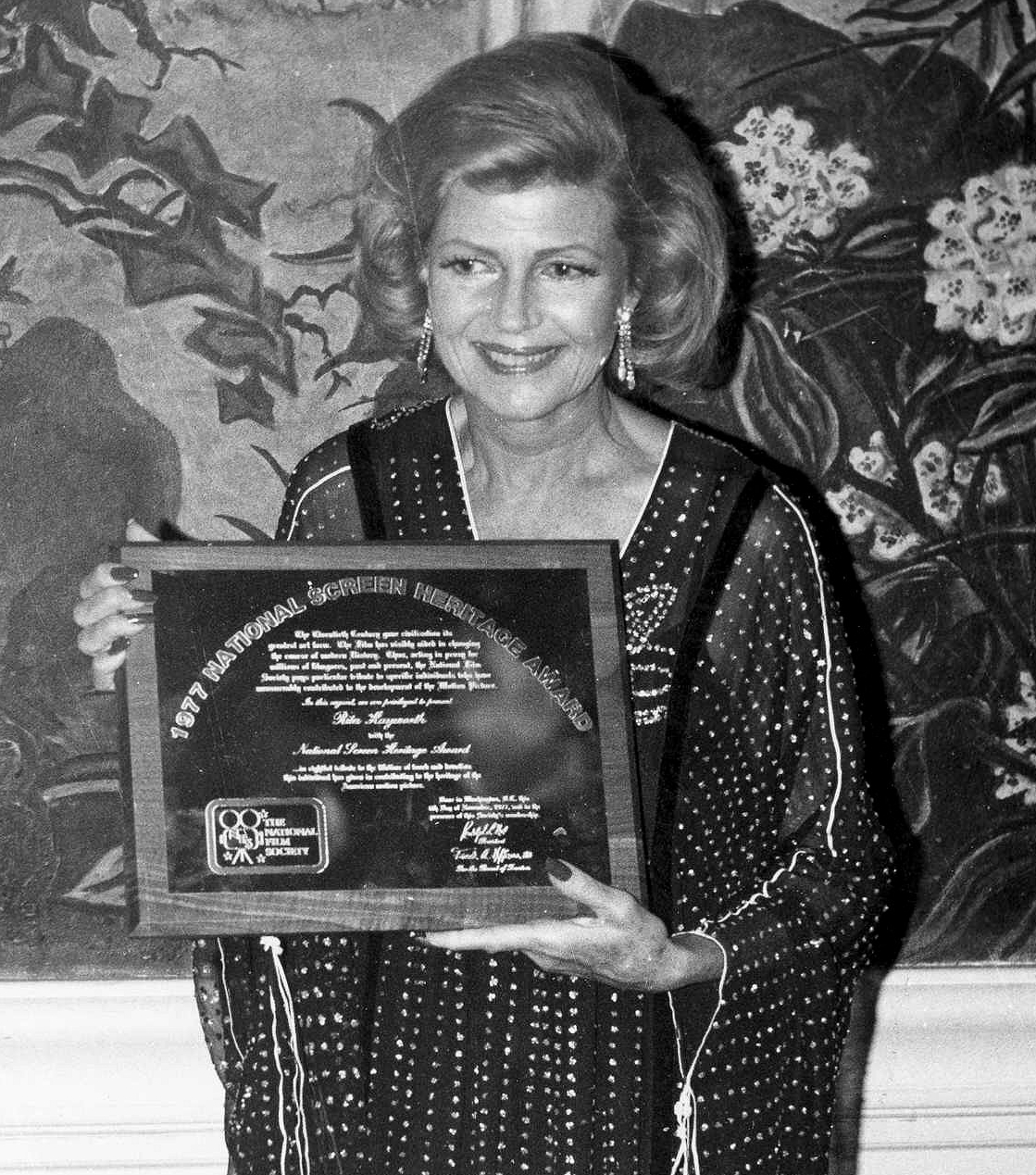
Rita Hayworth recibiendo una distinción en una convención de la National Film Society en Washington, 1977.

Poco después, Hayworth reanudó las apariciones en público y se dedicó a recoger premios por América y Europa. En 1979, puso su casa en venta y se trasladó a un piso de un edificio de Beverly Hills. Su última aparición pública ocurrió en octubre de 1980 cuando asistió, visiblemente frágil, a un evento en Los Ángeles, California.
Yasmin Aga Khan habló de la enfermedad de su madre:

Eran sus arrebatos. Podía volar en ira. No puedo explicártelo. Pensé que era alcoholismo, demencia alcohólica. Todos pensamos eso. Los periódicos se hicieron eco de ello, por supuesto. No puedes imaginar el alivio que se siente simplemente al recibir un diagnóstico. ¡Por fin teníamos un nombre, Alzheimer! Por supuesto, eso no ocurrió verdaderamente hasta los últimos siete u ocho años. No le diagnosticaron Alzheimer hasta 1980. Antes de eso, hubo dos décadas de infierno.

La biógrafa Barbara Leaming escribió que Hayworth envejeció prematuramente debido a su adicción al alcohol y también a las muchas tensiones en su vida. «A pesar del maquillaje ingeniosamente aplicado y del pelo rojo hasta los hombros, no se podían ocultar los estragos de la bebida y el estrés», escribió sobre la llegada de Hayworth a Nueva York en mayo de 1956 para comenzar a trabajar en Fire Down Below, su primera película en tres años. «Le habían aparecido líneas profundas alrededor de los ojos y la boca, y parecía desgastada, agotada, mayor que sus treinta y ocho años».
La comunidad médica había olvidado en gran medida la enfermedad de Alzheimer desde su descubrimiento en 1906. El historiador médico Barron H. Lerner escribió que cuando el diagnóstico de Hayworth se hizo público en 1981, ella se convirtió en «la primera cara visible del Alzheimer, ayudando a garantizar que futuros pacientes fueran diagnosticados. Sin que ella lo supiera, Hayworth ayudó a desestigmatizar una condición que todavía puede avergonzar a las víctimas y sus familias».
En julio de 1981, la salud de Hayworth se había deteriorado hasta el punto de que un juez del Tribunal Superior de Los Ángeles dictaminó que debía ser puesta bajo el cuidado de su hija, la princesa Yasmin Aga Khan de la ciudad de Nueva York. Hayworth vivía en un apartamento en The San Remo en Central Park West, contiguo al de su hija, quien se encargó del cuidado de su madre durante sus últimos años. Cuando se le preguntó cómo estaba su madre, Yasmin respondió: «Todavía es hermosa... pero es una cáscara» y comentó que se había refugiado en la pintura.
En 1983, Rebecca Welles concertó una cita con su madre por primera vez en siete años. Hablando con su amigo de toda la vida, Roger Hill, Orson Welles expresó su preocupación por el efecto de la visita en su hija. «Rita apenas me conoce ahora», dijo Welles. Recordó haber visto a Hayworth tres años antes en un evento que los Reagan organizaron para Frank Sinatra. «Cuando terminó, me acerqué a su mesa y vi que ella estaba muy hermosa, lucía muy serena, y al principio no me reconoció. Después de unos cuatro minutos de hablar, pude ver que se dio cuenta de quién era y se puso a llorar en silencio».
En una entrevista que concedió la noche anterior a su muerte en 1985, Welles calificó a Hayworth como «una de las mujeres más queridas y dulces que jamás hayan existido». La actriz, por su parte, se había referido a él en algún momento diciendo que «la única felicidad que he tenido en la vida te la debo a ti». Ese mismo año, la princesa Yasmin Aga Khan dio a luz a Andrew, el segundo nieto de Hayworth, y de acuerdo con declaraciones de 1986, al ponérselo a su madre en el regazo, no tuvo reacción alguna.

### Muerte

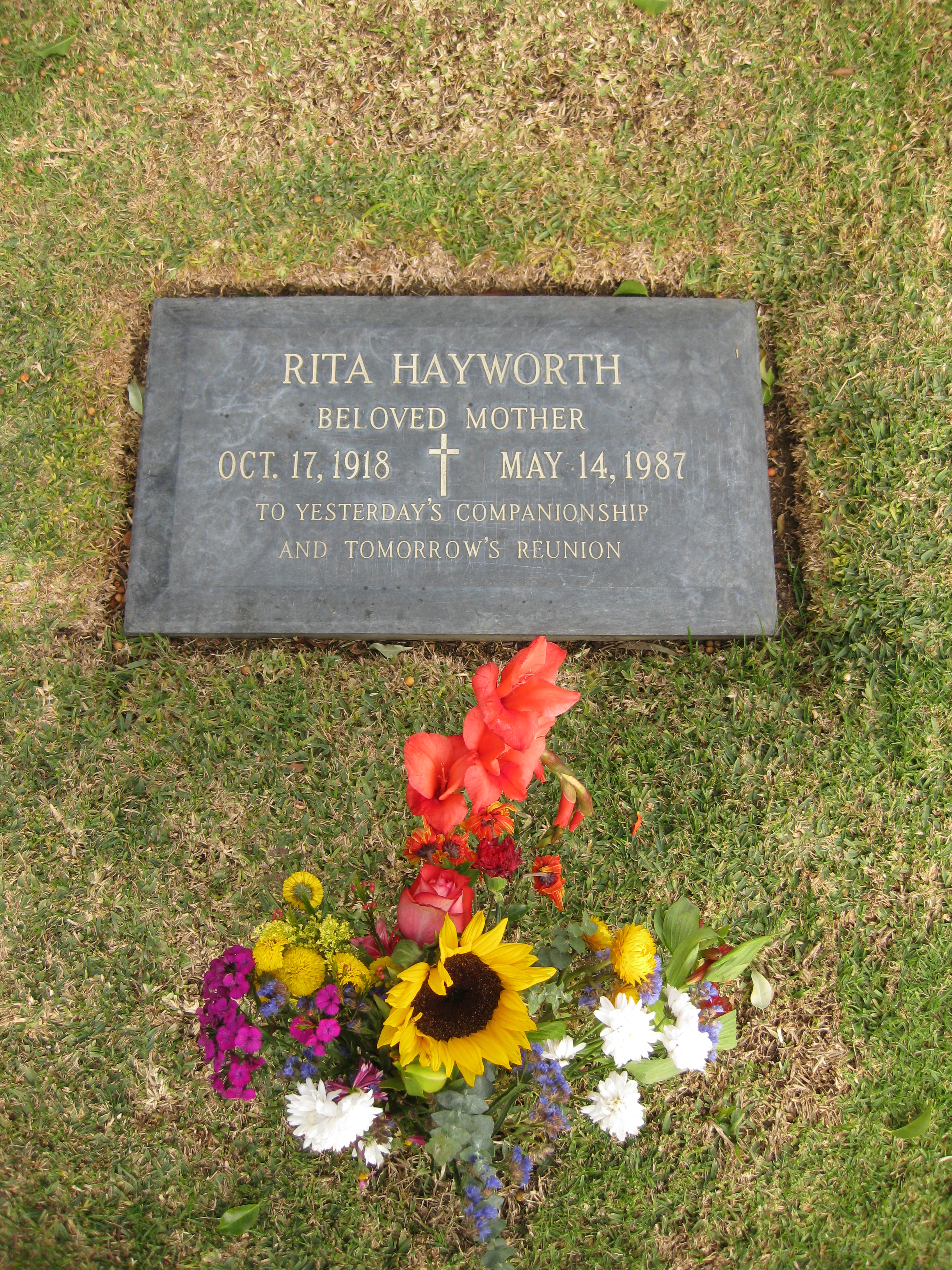
Tumba de Hayworth en el cementerio de Holy Cross.

Hayworth cayó en semicoma en febrero de 1987. Murió a los 68 años, por complicaciones asociadas con la enfermedad de Alzheimer, el 14 de mayo de 1987, en su casa de Manhattan. El presidente Ronald Reagan, que fue uno de los contemporáneos de Hayworth en Hollywood —y que también sufriría de Alzheimer en sus últimos años—, emitió una declaración:

Rita Hayworth fue una de las estrellas más queridas de nuestro país. Glamurosa y talentosa, nos brindó muchos momentos maravillosos en el escenario y en la pantalla y deleitó al público desde que era una niña. En sus últimos años, Rita se hizo conocida por su lucha contra la enfermedad de Alzheimer. Su coraje y franqueza, y los de su familia, fueron un gran servicio público al llamar la atención mundial sobre una enfermedad que todos esperamos que pronto tenga cura. Nancy y yo estamos tristes por la muerte de Rita. Era una amiga a la que extrañaremos. Extendemos nuestro más sentido pésame a su familia.

Se celebró un funeral el 18 de mayo de 1987 en la Iglesia del Buen Pastor de Beverly Hills. Entre los portadores del féretro, se encontraban los actores Ricardo Montalbán, Glenn Ford, Cesar Romero, Anthony Franciosa, el coreógrafo Hermes Pan y un amigo de la familia, Phillip Luchenbill. Fue enterrada en el cementerio de Holy Cross, Culver City y su lápida incluye el sentimiento de Yasmin: «Por el compañerismo de ayer y el reencuentro de mañana».

## Vida privada

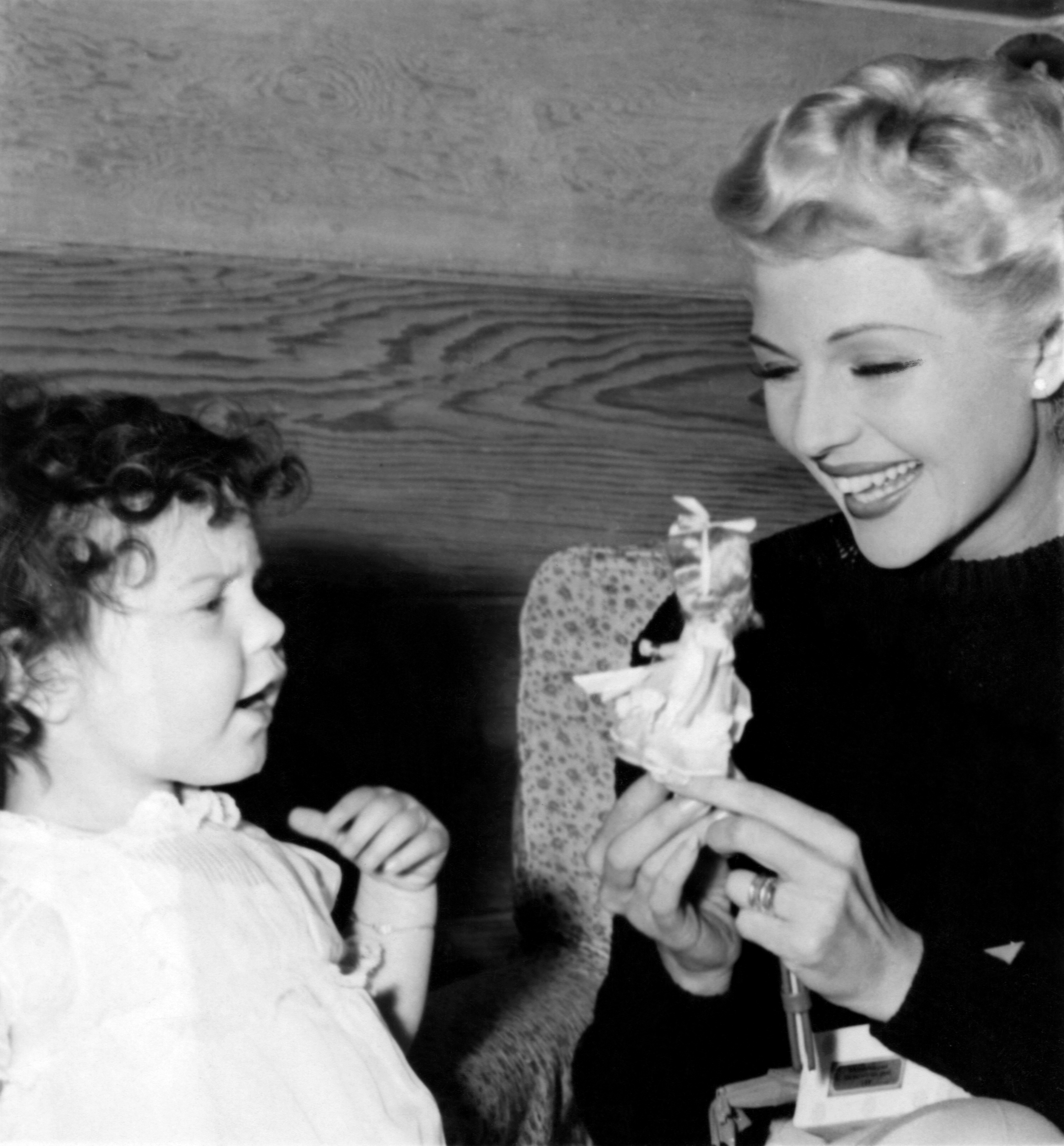
Hayworth con su hija Rebecca Welles en 1946.

Hayworth le confió a Orson Welles que su padre comenzó a abusar sexualmente de ella cuando era niña, cuando estaban de gira juntos como «Bailarines Cansino». Su biógrafa, Barbara Leaming, escribió que su madre pudo haber sido la única persona que lo sabía; durmió en la misma cama que su hija para intentar protegerla. Leaming escribió que el abuso experimentado por Hayworth cuando era niña contribuyó a sus dificultades en las relaciones cuando era adulta.
En 1941, Hayworth dijo que era la antítesis de los personajes que interpretaba: «Soy naturalmente muy tímida... y sufro de un complejo de inferioridad». Su papel provocativo en Gilda, en particular, fue responsable de que la gente esperara de ella lo que no era. Hayworth dijo una vez, con cierta amargura: «Los hombres se acuestan con Gilda, pero se despiertan conmigo». Y luego agregó: «Básicamente, soy una persona buena y amable, pero me atraen las personalidades malas».
Los dos hermanos menores de Hayworth, Eduardo Cansino Jr. y Vernon Cansino, sirvieron en la Segunda Guerra Mundial. Vernon dejó el ejército de los Estados Unidos en 1946 con varias medallas, incluida el Corazón Púrpura, y luego se casó con una bailarina, Susan Vail. Eduardo Jr. siguió a Hayworth en la actuación; también tenía contrato con Columbia Pictures. En 1950, debutó en la pantalla con The Great Adventures of Captain Kidd.
Hayworth medía 1,68 m, pesaba 54 kg y al parecer cambió el color de su cabello ocho veces en ocho películas. Estuvo casada y divorciada cinco veces, y tuvo aventuras con varios de sus protagonistas, en particular con Victor Mature en 1942 durante el rodaje de My Gal Sal, y con Glenn Ford, con quien tuvo una relación de amistad-romance intermitente y prolongada que comenzó durante el rodaje de Gilda en 1945. Su relación está documentada en la biografía de 2011, Glenn Ford: A Life, publicada por el hijo de Ford, Peter. Más tarde, el actor se mudó a su casa vecina en Beverly Hills en 1960 y continuaron su relación de amistad durante muchos años hasta principios de los años de 1980.
Tuvo dos hijas y dos nietos, uno de cada hija. Su hija mayor, Rebecca Welles (1944-2004), tuvo un hijo, Marc McKerrow, a quien dio a luz en 1966 y en adopción luego de nacer. Marc tuvo tres hijos y falleció a los 44 años como consecuencia de complicaciones de una convulsión nocturna relacionada con un grave accidente automovilístico que sufrió cuando tenía 21 años. Marc apareció en el documental Prodigal Sons de 2008. La hija menor de Hayworth, Yasmin Aga Khan, tuvo un hijo, Andrew Embiricos, que se suicidó a los 25 años en 2011.
Hayworth era una demócrata de toda la vida que fue miembro activo del Comité Demócrata de Hollywood y participó activamente en la campaña de Franklin Delano Roosevelt durante las elecciones presidenciales de 1944, en parte para apoyar a su marido Orson Welles, que estaba involucrado políticamente. En mayo de 1951, poco después de regresar a Estados Unidos, el FBI la señaló en una lista de actores con actividades políticas sospechosas y con el tiempo, el vicepresidente de Columbia, B.B. Kahane, le pidió que redactase una declaración jurada para explicar por qué había prestado su nombre a una serie de grupos y causas izquierdistas en la época en la que estaba casada con Orson Welles. En 1968, Hayworth formó parte de un comité de Hollywood que respaldó la campaña presidencial de Robert F. Kennedy.

### Edward Charles Judson

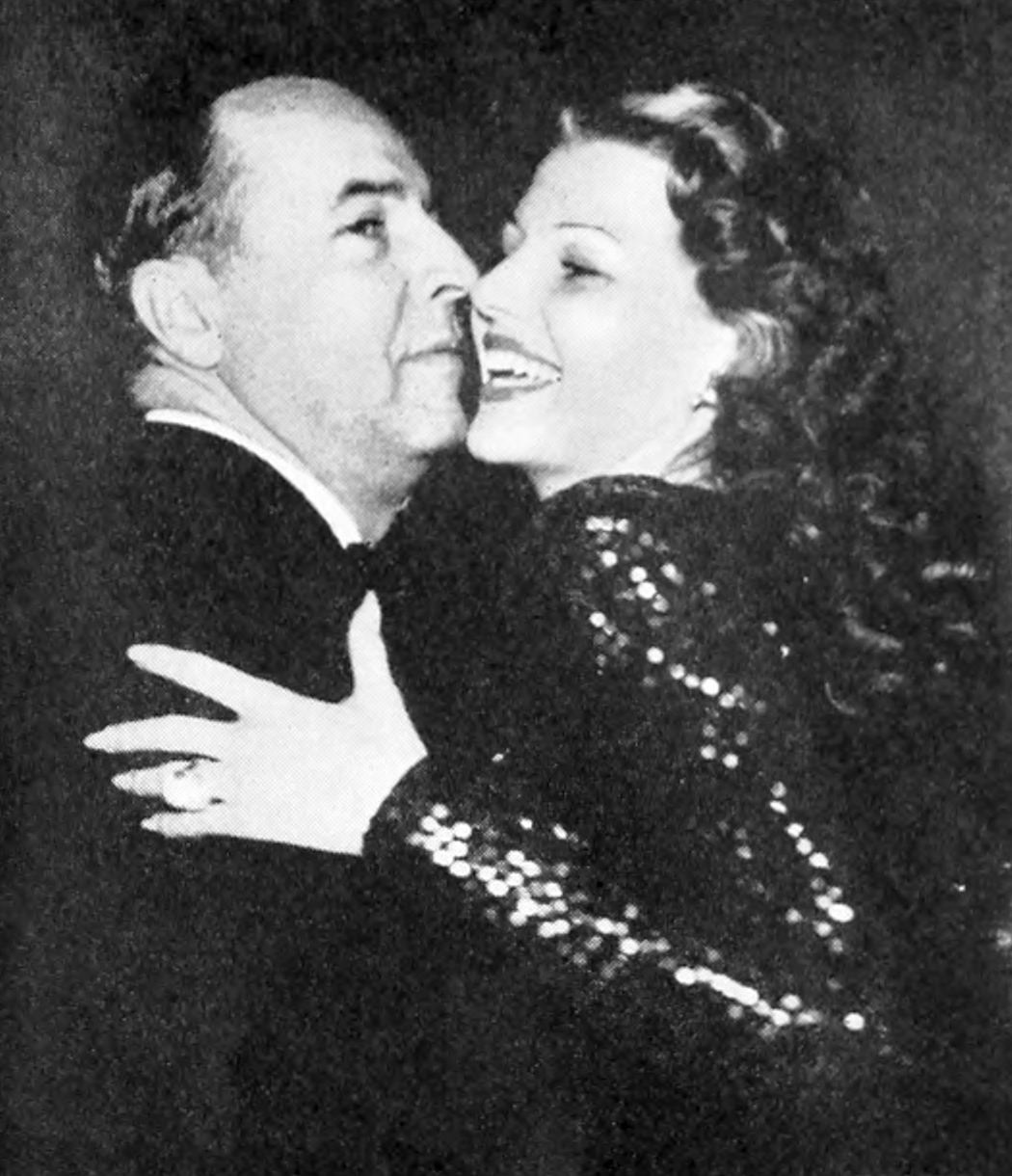
Rita Hayworth y su primer marido, Edward Charles Judson, en 1942.

Edward Charles Judson era un hombre de negocios estadounidense de ascendencia canadiense, 22 años mayor que Hayworth y divorciado en tres oportunidades. Se desempeñaba de manera intermitente en el rubro inmobiliario, petrolero y automotriz, y comenzó a interesarse por ella luego de ver una prueba de cámara que le efectuaran a la joven para la película Ramona. En ese entonces, Hayworth estaba atravesando algunas dificultades económicas y profesionales, y Judson tenía algunos contactos en la industria del cine.
Según su amiga Roz Rogers, «cuanto más lo conocíamos, más lo detestábamos, porque Rita parecía estar a su merced. Como si fuera su padre. Siempre le decía lo que tenía que hacer». En otra oportunidad, llegó a calificarlo como «un monstruo» y reveló que «quería convencerla de que se liara con otros si a cambio sacaba algún provecho». Judson —no solo por la diferencia de edad, sino por su profesión— ejercía un rol paternalista sobre la actriz y, en poco tiempo, se convirtió en su patrocinador.
Hayworth vio en él inicialmente la posibilidad de escapar de su hogar y desarrollarse profesionalmente con mayor ahínco. Fue así como Judson le consiguió algunos papeles en cine a cambio de rebajas en vehículos para algunos productores, aunque también se sabe, instó a la joven Hayworth a acostarse con ejecutivos de la industria para obtener papeles de mayor relevancia.
En mayo de 1937, Hayworth se fugó con Judson para contraer matrimonio en Las Vegas, cuando ella contaba con 18 años y él, 41. Judson promovió el cambio físico rotundo que llevó la actriz en sus primeros años y fue quien intercedió con Harry Cohn por medio de Helen Hunt para sus primeros papeles en Columbia, aunque también era quien estaba a cargo de administrar los ingresos de la actriz y lo concerniente a sus decisiones financieras. Hayworth confesó en una oportunidad que: «Todo se lo debo a Ed. Jamás habría sido alguien en Hollywood sin él. Yo era demasiado apocada. La idea de dedicarme al cine fue suya».
Judson era tan mayor como su padre, quien estaba enfurecido por el matrimonio, lo que provocó una ruptura entre Hayworth y sus padres hasta el divorcio. Judson tampoco le había dicho a Hayworth antes de casarse que ya había estado casado en otras tres oportunidades.
Con el ascenso profesional de la actriz, y el prolongado desempleo de Judson, el matrimonio comenzó a experimentar dificultades y Hayworth planteó la idea del divorcio, lo que motivó la ira de Judson, quien amenazó con arrojarle ácido a la cara y acabar con su carrera. Para 1942, Judson había vaciado las cajas de seguridad de la actriz y la había dejado sin dinero a tal punto de que en varias oportunidades fue a comer a la casa de su amigo Hermes Pan. En febrero de 1942, Hayworth presentó una querella por medio de su abogado, Don Marlin, en la Audiencia Territorial de Los Ángeles para divorciarse, aduciendo «intensas y dolorosas torturas mentales y físicas». Le acusaba además de haber «perjudicado y minado su salud y su bienestar mental», amenazándola de publicar en los medios una carta obscena firmada por la actriz. En un acuerdo entre partes celebrado posteriormente, Hayworth accedió a dejarle todos los bienes gananciales —estimados en 75 000 USD— y 12 000 USD adicionales a cambio de que cesara su hostigamiento. El divorcio se hizo efectivo en la primavera de 1943.

### Orson Welles

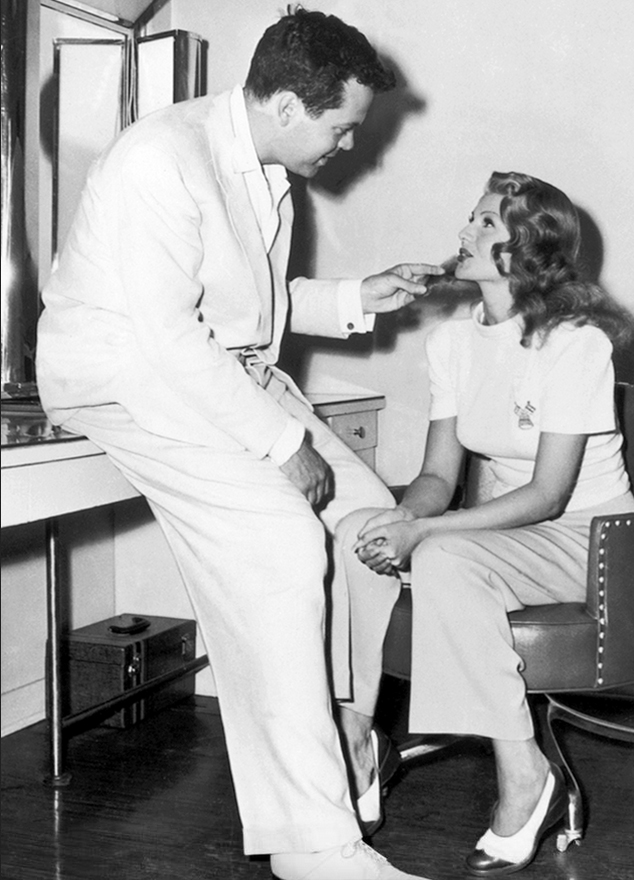
Rita Hayworth con Orson Welles, su segundo marido.

Welles vio un ejemplar de la revista Life en la que aparecía la foto de Hayworth realizada por Bob Landry y quedó asombrado por su belleza, a tal punto de que les comentó a algunos socios como Jackson Leighter que, cuando volviese a Hollywood, se casaría con la actriz, aunque no la conociese aún. Welles organizó una fiesta para conocerla y más tarde confesó: «Toda aquella imagen perversa, en plan Gilda, era completamente falsa. Era un papel, una interpretación total; su erotismo era de otra clase. Aquello lo hacía bien porque le corría la sangre gitana por las venas. Pero su cualidad básica era la dulzura. Poseía una especie riquísima, muy interesante y a la vez el polo opuesto de lo que suelen ser las estrellas de cine».
Su secretaria Shifrá Harán señaló que Hayworth era «muy feliz al comienzo. Y él se portaba con ella de un modo encantador. Nunca la hacía callar y la trataba siempre como si ella lo comprendiese todo. Nunca vi que le provocase más inseguridad de la que ya tenía».
Hayworth no tardó en mudarse a la casa que Welles tenía en el Paseo Woodrow Wilson y ambos contrajeron matrimonio el 7 de septiembre de 1943, durante la emisión de The Mercury Wonder Show. Ninguno de sus compañeros sabía de la boda prevista ante un juez hasta que lo anunciaron el día anterior. Para la ceremonia civil vistió un traje beige, una blusa blanca con volados y un velo. Unas horas después de casarse, volvieron a trabajar en el estudio, a lo que siguió una nueva mudanza al Paseo Carmelina de Brentwood. Tuvieron una única hija, Rebecca, el 15 de diciembre de 1944, bautizada así en honor al personaje de Ivanhoe, de Sir Walter Scott, un libro que Welles poseía en su biblioteca y que Hayworth había leído. Rebecca murió el 17 de octubre de 2004 a los 59 años.
Las infidelidades de Welles, sumadas a su preocupación excesiva por el trabajo y los largos períodos que pasaban distanciados por su actividad, llevaron a un divorcio el 1 de diciembre de 1948. En ese período, la actriz comenzó con sus primeros episodios de alcoholismo. El director luego diría que «si no me hubiera obsesionado tanto con el trabajo me habría quedado con ella», en referencia al hecho de que la actriz necesitaba alguien de tiempo completo.
Por su parte, Hayworth señaló que Welles no quería estar atado: «Durante todo el período de nuestro matrimonio, no mostró ningún interés en establecer un hogar. Cuando le sugerí comprar una casa, me dijo que no quería asumir la responsabilidad. El señor Welles me dijo que, en primer lugar, nunca debería haberse casado; que interfirió con su libertad en su forma de vida».
Tras la ruptura con Welles, Hayworth adoptó la costumbre de visitar a su amigo David Niven para consolarlo por la muerte inesperada de su esposa Primmie producto de un accidente doméstico. Ambos iniciaron un breve romance, que se mantuvo en secreto dado que aún se creía probable una reconciliación con Welles. También tuvo un breve amorío en ese período con Tony Martin, con quien fue fotografiada por la prensa en varias ocasiones, y con el director de orquesta Teddy Stauffer, a quien había conocido en México durante el rodaje de The Lady from Shanghai. Según su biógrafa Leaming, durante la filmación de The Loves of Carmen, además, tuvo un breve romance con el magnate Howard Hughes, de quien tuvo un embarazo finalmente abortado de manera clandestina.
En 1956, Hayworth demandó a Welles por incumplimiento total del pago de la cuota alimentaria de 50 USD semanales establecida en 1947, lo que significaba que la deuda ascendía a 22 450 USD.

### Alí Khan

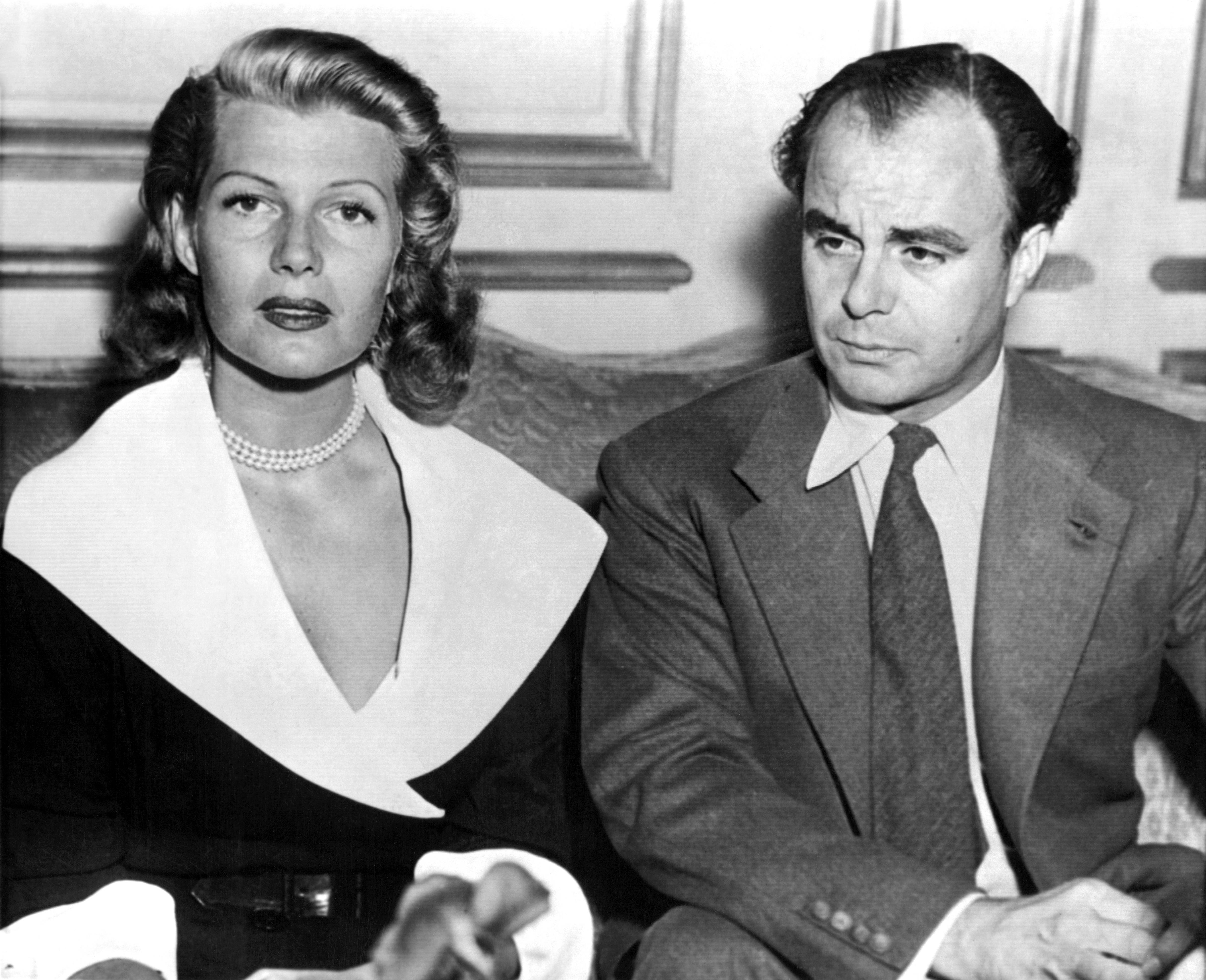
Hayworth y el príncipe Alí Khan en París en 1952, antes de su divorcio.

En 1948, Hayworth dejó su carrera cinematográfica para casarse con el príncipe Alí Khan, hijo del imán Mohammed Shah Aga Khan III, líder de la comunidad ismailí chiita, con quien se había ido a vivir al Château de l'Horizon cuando Khan aún no estaba divorciado de su pareja anterior. La situación ocasionó que los fotógrafos y la prensa comenzaran a hostigarlos, y en los periódicos comenzaron a publicarse declaraciones negativas respecto a su situación conyugal. El periódico británico The People, por ejemplo, se burló de sus «excursiones extravagantes con un príncipe negro» y tituló que «esta aventura es una ofensa para todas las mujeres decentes», por lo que dejarían de escribir líneas referidas a la aventura «por respeto al decoro público». La Federación Norteamericana de Organizaciones Femeninas llamó a boicotear todas sus películas al señalar que «si Rita Hayworth no se corrige, no deberían permitirle hacer más películas». The Sunday Pictorial publicó que, si una madre británica se comportase como ella, los tribunales pondrían a su hija en manos de quien supiera «educar como es debido» a los niños:

Si el comportamiento de la señorita Hayworth y el príncipe millonario Alí Khan se contase en el guion de una película, la censura no lo autorizaría ni aquí ni en los Estados Unidos. ¿Cómo calificar esta amistad entre una mujer divorciada y un hombre casado que han recorrido ya dos continentes y han hecho un alto provisional en Suiza, donde la esposa del príncipe vivía con sus hijos? ¿Habrá que considerar encantador el que la maternal Rita Hayworth haga participar a su hija de cuatro años en esta escapada alocada y vulgar?
The Sunday Pictorial

Khan dejó embarazada a Hayworth en marzo de 1949, un mes antes de que se le concediera el divorcio con Joan Barbara Yarde-Buller. En los meses que siguieron hasta su casamiento, y aún después también, Hayworth no cesó de intentar concertar una cita con Orson Welles para proponerle que volviera con ella y huir juntos. Se casaron el 27 de mayo de 1949 y su ajuar nupcial fue diseñado por Jacques Fath. Inicialmente, la boda iba a celebrarse a puertas cerradas en el Château, pero por orden del Ministerio de Justicia, la ceremonia debió celebrarse a puertas abiertas en el Ayuntamiento de Vallauris. Dado que Hayworth era católica, el matrimonio fue declarado «ilícito» por el papa Pío XII.
Alí Khan y su familia estaban muy involucrados en los negocios de la hípica y dirigían granjas donde se criaban caballos de competición. Hayworth no tenía ningún interés en el deporte, pero de todos modos se convirtió en miembro de Del Mar Thoroughbred Club. Su potra, Double Rose, ganó varias carreras en Francia y terminó segunda en el Prix de l'Arc de Triomphe de 1949. Durante su breve matrimonio con Khan, Hayworth tomó clases de francés con un profesor, y de protocolo y etiqueta con Gregory Eristoff.
En marzo de 1951, las dificultades de Hayworth para adaptarse a la realeza la llevaron a embarcar de nuevo con sus dos hijas rumbo a Nueva York. Aunque negó a la prensa que hubiese abandonado al príncipe, cuando le preguntaron si esperaba que los ciudadanos la llamaran «princesa», respondió: «Solo quiero ser Rita Hayworth» y para contrarrestar su ligero acento británico, señaló que «lo primero que voy a hacer es comerme una hamburguesa». Cuando todavía estaba casada con Hayworth, Khan fue visto bailando con la actriz Joan Fontaine en el club nocturno donde se había conocido con su esposa y la actriz amenazó con divorciarse en Reno, Nevada. A principios de mayo, Hayworth se mudó a Nevada para establecer residencia legal y calificar para la solicitud de divorcio. Se quedó en Lake Tahoe con su hija, la princesa Yasmin Aga Khan, nacida el 28 de diciembre de 1949, y temía por la posibilidad —aunque infundada— de que la dinastía Khan la secuestrara. Hayworth solicitó el divorcio de Khan el 28 de abril de 1951 por medio de su abogado, Bartley Crum, lo acusó de «extrema crueldad, de naturaleza enteramente mental» el 1 de septiembre del mismo año y pidió un fideicomiso de tres millones USD para su hija. La situación económica de Hayworth en ese momento era apremiante a tal punto que debió pedir un préstamo de 25 000 USD a su agente. Su amigo Bob Schiffer, que era su vecino en Nevada, la encontró «sola y totalmente desorientada. No sabía qué hacer con su vida ni qué camino seguir. No sabía si reanudar o no el trabajo cinematográfico, no sabía ni siquiera si tenía trabajo». La actriz vivía en su residencia vigilada por siete agentes de policía luego de una amenaza de secuestro a sus hijas por parte de una banda delictiva.
Hayworth dijo una vez que podría convertirse al Islam, pero no lo hizo. Durante la pelea por la custodia de su hija, el príncipe dijo que quería que fuese criada como musulmana, pero la actriz quería que fuera criada como cristiana, y más tarde rechazó su oferta de un millón USD si criaba a Yasmin como musulmana desde los siete años, afirmando:

Nada me hará renunciar a la posibilidad de que Yasmin viva en Estados Unidos entre nuestras preciosas libertades y hábitos. Si bien respeto la fe musulmana y todas las demás religiones, deseo sinceramente que mi hija crezca como una niña estadounidense normal y saludable en la fe cristiana. Ni con todo el dinero del mundo podría comprarse el derecho de mi hija a recibir una educación americana. Simplemente no hay nada en el mundo que pueda compararse con su sagrada oportunidad de hacer eso. Y se la voy a dar a Yasmin sin importar lo que cueste.

En el período que continuó a la filmación de Affair in Trinidad, Hayworth enfrentó manifestaciones en su contra, como la llevada a cabo por miembros de la Acción Católica durante su estadía en Madrid y, aunque se especuló con que levantaría la solicitud de divorcio y que habría una posible reconciliación con Khan, mantuvo amoríos con el actor Kirk Douglas, el productor Charles Feldman y el aristócrata José Padierna de Villapadierna. Douglas, en particular, señaló posteriormente que «sentí algo profundo en ella que no pude evitar: soledad, tristeza, algo que me derribaría. Tuve que alejarme de ella».
En enero de 1953, a Hayworth se le concedió el divorcio de Alí Khan por motivos de extrema crueldad mental y se le concedió la custodia de su hija, como así también el derecho al príncipe de visitarla. Yasmin, de solo tres años, jugaba en el tribunal mientras escuchaba el caso y finalmente se subió al regazo del juez A. J. Maestretti. Ese mismo año, se autorizó el depósito de un fideicomiso de un millón USD para la pequeña.
En 1954, luego de la denuncia por negligencia que debiera enfrentar Hayworth, ambos acordaron que Khan podría ingresar a los Estados Unidos sin dar aviso al juzgado y que podría estar con Yasmin tres meses al año en el país que quisiese, a partir de julio de 1955. El juez redujo la pensión alimentaria de la niña a 8000 USD anuales —contra los 48 000 exigidos en abril de 1953— y la autorizó a recibir tanto educación laica como musulmana. A su efecto, el príncipe también se comprometía a devolver a Yasmin cumplido el plazo y a depositar 100 000 USD en el banco cada vez que la pequeña fuera a verlo, dinero que podía ser utilizado por Hayworth para pagar las costas de litigio en caso de que Khan retuviera a su hija en Europa. Por su parte, la actriz exigió que admitiera de modo oficial el divorcio que había obtenido en Estados Unidos para que tuviera validez en Europa.
En 1958, luego de que Khan fuera designado delegado de Pakistán ante la ONU, Hayworth volvió a presentar una nueva demanda contra él por 19 000 USD que el príncipe adeudaba en concepto de costas judiciales y que se había negado a pagar. Khan utilizó el cargo que desempeñaba en Naciones Unidas para exigir inmunidad diplomática, pero finalmente llegó a un acuerdo con Hayworth durante un viaje a Nueva York.
Alí Khan voló a Los Ángeles en abril de 1960 para reunirse con su hija y acordaron que la pequeña lo visitaría cuando acabase el curso escolar. Sin embargo, el encuentro jamás se produjo, porque el 12 de mayo siguiente Khan sufrió un grave accidente automovilístico que le ocasionó la muerte a la edad de 48 años en París.

### Dick Haymes

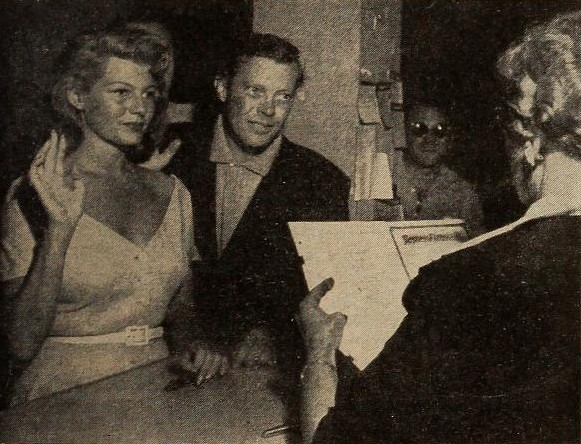
Hayworth y Dick Haymes durante su casamiento en Las Vegas, 1953.

Cuando Hayworth y Dick Haymes se conocieron, él todavía estaba casado y su carrera como cantante estaba decayendo. En Hollywood su reputación era tan mala que era apodado el Malo. Cuando la actriz concurrió a los clubes donde Haymes actuaba, consiguió ampliar su audiencia y ayudarlo, dado que estaba desesperado por conseguir dinero porque dos de sus exesposas estaban emprendiendo acciones legales contra él por impago de manutención infantil. Sus problemas económicos eran tan graves que fue arrestado cuando intentó regresar a California. El 7 de julio de 1954, su exesposa Nora Eddington obtuvo una orden de arresto contra él porque le debía 3800 USD en pensión alimenticia. Menos de una semana antes, su otra exesposa, Joanne Dru, también había obtenido una orden de arresto porque dijo que le debía 4800 USD en pagos de manutención infantil para sus tres hijos. Hayworth terminó pagando la mayoría de las deudas de su marido.
Haymes nació en Argentina y no tenía evidencias de tener la ciudadanía estadounidense. Poco después de conocer a Hayworth, en julio de 1953, cuando el actor se disponía a obtener un duplicado de su permiso de residencia, funcionarios de Migraciones lo acusaron de desertor e iniciaron procedimientos para deportarlo a Argentina por haber evadido responsabilidades militares en tiempos de guerra. De acuerdo a las leyes estadounidenses, al declararse extranjero y exento del servicio militar, Haymes no podía renovar su residencia estadounidense. En consecuencia, la Oficina de Inmigración lo detuvo y lo obligó a pagar una fianza de 500 USD, mientras la Columbia lo declaró «persona no grata». Esperaba que Hayworth pudiera influir en el gobierno y mantenerlo en Estados Unidos, así que la actriz asumió la responsabilidad de su ciudadanía y se gestó una atadura que la llevó al matrimonio. A pesar de que sus amigos le advirtieron sobre Haymes, los dos se casaron el 24 de septiembre de 1953 en el Sands Hotel de Las Vegas y el cortejo nupcial pasó por el casino. Declaró a la prensa que casarse con Haymes era la mejor forma de ayudarlo en esa coyuntura y, aunque Columbia la hizo volver inmediatamente para una sesión fotográfica, la actriz decidió quedarse con su esposo y se arriesgó a que la suspendieran de empleo y sueldo nuevamente. Hayworth, por su parte, se encontraba librando una dura batalla por la custodia de su hija con Khan, durante la cual había denunciado amenazas anónimas de muerte contra sus hijas.
Desde el comienzo de su matrimonio, Haymes estaba profundamente endeudado con el Servicio de Impuestos Internos (IRS). Cuando Hayworth no pudo tomarse un tiempo libre para asistir a sus presentaciones de regreso a Filadelfia, el público disminuyó drásticamente. El IRS embargó el salario semanal de 5000 USD de Haymes para pagar una factura de 100 000 USD, y este no pudo pagarle a su pianista. Las exesposas de Haymes exigían dinero mientras Hayworth se lamentaba públicamente de su propia falta de pensión alimenticia por parte de Alí Khan. En febrero de 1954, la pareja se atrincheró en una habitación del Hotel Madison en Manhattan durante 24 horas mientras los agentes de la policía esperaban afuera, amenazando con arrestar a Haymes por las deudas pendientes con la actriz Joanne Dru. Unos días antes, Haymes había permanecido ingresado en el Park East Hospital de Manhattan a causa de un cuadro de hipertensión. El escándalo cesó parcialmente cuando Haymes pasó un cheque de 26 000 USD por debajo de la puerta del hotel, pero diez días más tarde, un agente de policía se presentó en la casa que el matrimonio alquilaba en Greenwich, Connecticut. El propietario había denunciado que la propiedad había sufrido daños por 4000 USD y temía que se marcharan sin pagar. Tras el desalojo de Greenwich, Hayworth envió insólitamente a las niñas a vivir con su niñera, Dorothy Chambers, en el condado de Westchester, un barrio repleto de moteles y pensiones desde donde se habían enviado las amenazas anónimas de muerte. Un reportero de la revista Confidential más tarde localizó y fotografió a las niñas, y expuso las precarias condiciones en las que vivían. En abril de 1954, la Westchester Society for the Prevention of Cruelty to Children presentó una denuncia por negligencia y abandono señalando que, además, no contaban con supervisión de rigor y Rebecca no estaba matriculada en ninguna escuela. Las niñas quedaron bajo protección del Tribunal Tutelar de Menores y Hayworth debió enfrentar una audiencia judicial, de la que salió llorando.
Después de dos años tumultuosos juntos, Haymes le dio un puñetazo a Hayworth en la cara en 1955 frente al público en el club nocturno Cocoanut Grove de Los Ángeles, lo que motivó a que Hayworth hiciera las maletas, se fuera y nunca regresara. La agresión y la crisis la sacudieron, y su médico le ordenó permanecer en cama durante varios días.
Hayworth inició el divorcio con Haymes el 4 de noviembre de 1955 en Reno, alegando motivos de «crueldad extrema que había afectado su salud mental», y se le concedió seis días después. Los procedimientos legales con Khan, Welles y Haymes resultaron dificultosos y estresantes para la actriz, pero tras su cuarto divorcio, inició un romance con el productor egipcio Raymond Hakim.

### James Hill

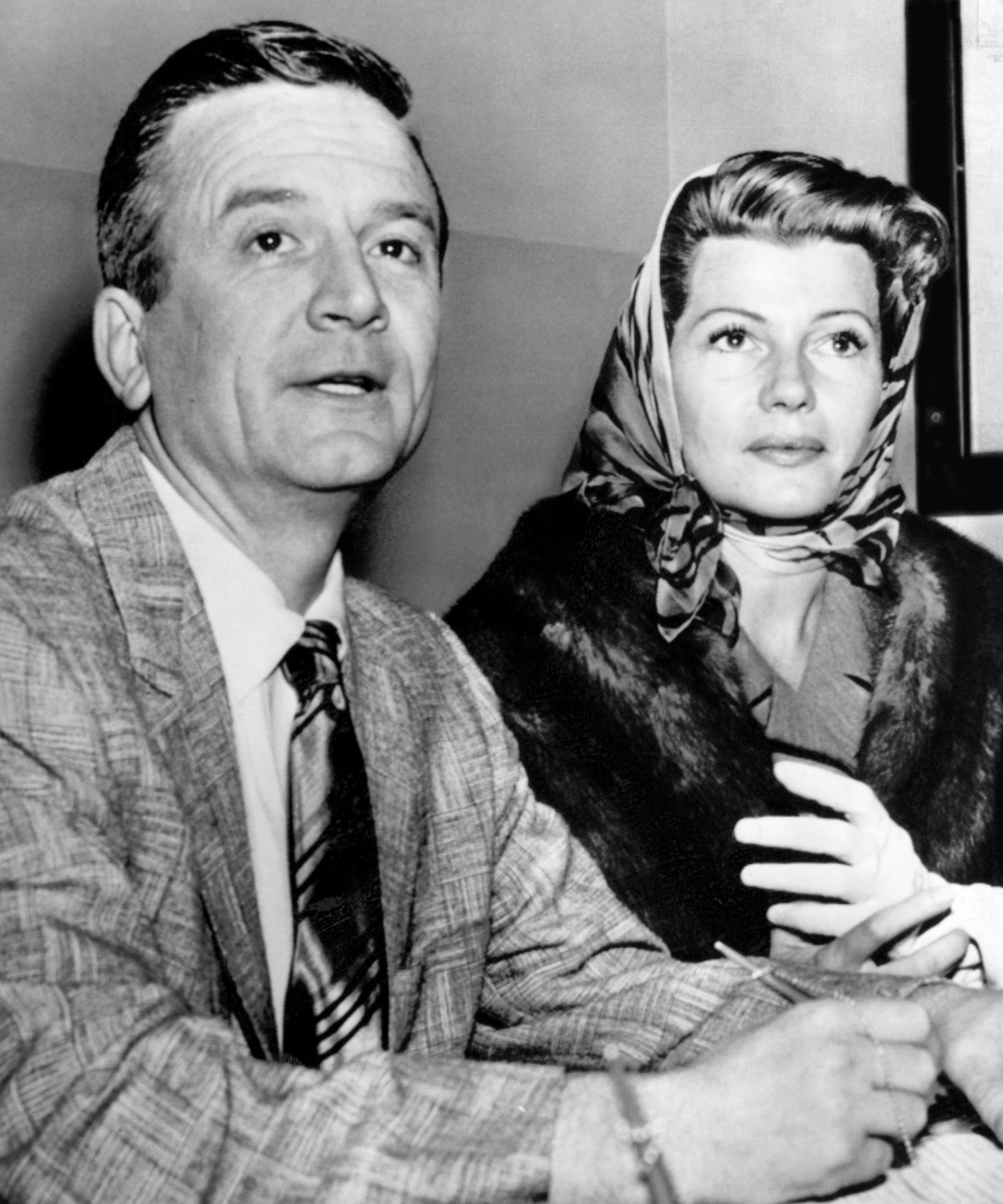
James Hill y Hayworth obteniendo su licencia matrimonial en Santa Mónica, 1958.

Hayworth comenzó una relación con el productor de cine James Hill, con quien se casó el 2 de febrero de 1958. Dispuesto a relanzar su carrera cinematográfica, Hill la eligió para una de sus últimas películas importantes, Separe Tables, que, aunque fue popular y muy elogiada, The Harvard Lampoon calificó a Hayworth como la peor actriz de 1958 por esa actuación. El matrimonio bebía en abundancia y Haymorth comenzó a mostrar signos de violencia para esa época. En una ocasión, después de una borrachera, se oyó un disparo en una de las habitaciones del hotel donde se hospedaban. Luego de ser interrogados por la policía, ninguno de los dos supo decir de dónde había salido el arma, ni quién la había disparado ni por qué. En otra oportunidad, fue Hayworth la que, en medio de una cena con invitados, le arrojó un candelabro a Hill sin llegar a herirlo. El 7 de septiembre de 1961, la actriz solicitó su quinto y último divorcio, alegando «extrema crueldad mental». Más tarde, Hill escribió Rita Hayworth: A Memoir, en el que sugirió que su matrimonio colapsó porque quería que Hayworth continuara haciendo películas, mientras que ella quería que ambos se retiraran de Hollywood. También habló de la «expresión de tristeza y lejanía» de la actriz, que había despertado en él, el deseo de «rescatarla», aunque de acuerdo con su testimonio «al final quise utilizarla igual que los demás».
En su autobiografía, Charlton Heston escribió sobre el breve matrimonio de Hayworth con Hill. Una noche, Heston y su esposa Lydia se unieron a la pareja para cenar en un restaurante de España con el director George Marshall y el actor Rex Harrison, coprotagonista de Hayworth en The Happy Thieves. Heston escribió que la ocasión «se convirtió en la noche más vergonzosa de mi vida» y describió cómo Hill profirió un «abuso obsceno» a Hayworth hasta que quedó «reducida a un indefenso torrente de lágrimas, con el rostro enterrado entre las manos». Heston escribió que los demás se quedaron atónitos, testigos de una «masacre matrimonial» y, aunque estuvo «fuertemente tentado a golpearlo», se retiró con su esposa Lydia después de que ella se levantara, casi llorando. Heston escribió: «Me avergüenzo de marcharme cuando fue la humillación de la señorita Hayworth. Nunca la volví a ver».

## Legado
Hayworth optó por interpretar papeles de extranjeras llamativas, mujeres fatales que a menudo eran disputadas por varios hombres y, hacia el final de su carrera, mujeres carentes de afecto o con matrimonios quebradizos, todo lo cual era el reflejo de su vida y su personalidad. Muchos de sus contemporáneos señalan que Hayworth no era una actriz eximia dada su falta de preparación; en ese sentido, Delbert Mann comentó que «con Rita nunca se podía llegar al fondo del personaje», algo que no le sucedía con otras actrices más capacitadas como Deborah Kerr. Se destacaba de todas formas por la sensualidad de sus movimientos, su aspecto provocativo, su extrema belleza y su habilidad para el baile —era especialista en ballet, tap, baile de salón y danzas españolas—. Apareció en 61 películas en total a lo largo de 37 años y la prensa acuñó el término «La diosa del amor» para describir a Hayworth, luego de que se convirtiera en el símbolo cinematográfico más elegante de la época. Fue la principal chica pin-up de los soldados durante la Segunda Guerra Mundial por su efecto publicitario en la moral estadounidense y actualmente ocupa el puesto 19.º en la lista del American Film Institute de las grandes estrellas del séptimo arte. Su personaje Gilda es considerado un paradigma de la belleza femenina y marcó el inicio de una serie de criterios estéticos y culturales en la mujer y la moda que, aunque fueron importantes en la época, perduran hasta la actualidad. Gilda fue uno de los primeros papeles en los que se abordó a la mujer como un símbolo sexual y la escena del guante es una clara alusión al empoderamiento femenino que la mujer comenzaba a tener por esa época.
Durante tres años consecutivos, a partir de 1944, Hayworth fue una de las principales atracciones de boletería del mundo. Según su marido Orson Welles, Hayworth no se sentía cómoda con el aparato publicitario de Hollywood: «La habían obligado a ocupar una posición que no le gustaba nada. Así no quería ser estrella. Ser una estrella célebre no le deparaba ni un solo momento de placer. No le proporcionaba nada, nada en absoluto. No le gustaba ser Rita Hayworth. Casi nunca se maquillaba, salvo para trabajar».
Su amigo Roger Hill vio en Hayworth una «dicotomía frustrante»: por una parte, estaba su «imagen esplendorosa cuyo cuerpo decoraba todos los cuarteles y camarotes», y por otra lo que para él era la realidad: «Una niña preciosa, dulce, tímida, ignorante y timorata cuya vida había sido una tragedia».
La falta de formación académica, sumada a la niñez abusiva y la fama precipitada que obtuvo en los años de 1940, llevó a Hayworth a una vida de excesos con el alcohol y los devaneos amorosos que terminó por dañar su carrera. Muchas personas de su entorno coinciden en señalar que el hecho de que los hombres que la rodeaban —a menudo se veían obligados a cumplir un rol paterno o encontraban una oportunidad para lucrar con su imagen— tomaran decisiones en lo concerniente a su vida y su economía incapacitó a Hayworth para tomar decisiones por sus propios medios y de manera acertada en la adultez. Según Shifrá Harán, «necesitaba tener a su lado alguien de confianza. Era una persona vulnerable por los cuatro costados, como actriz famosa, como mujer atractiva y a causa de su particular personalidad».
Lillian Herman, la esposa de Everett Sloane, comentó que «era demasiado lista para meterse en cosas que no comprendía. Poseía, porque todo hay que decirlo, la sabiduría de quien se ha educado en la calle. La misma mentalidad. No tenía un intelecto formado. Vamos, que no sería la primera de su promoción… pero sabía desenvolverse. Siempre daba la sensación de que sabía lo que hacía, cuando la verdad es que se trataba de lo contrario. Unas veces decía que ya era hora de marcharse, otras alzaba la cabeza y se quedaba mirando un punto fijo, punto fijo que todos se volvían a mirar también... Era la necesidad lo que le aguzaba el ingenio».
Su suplente Grace Godino habló de su carácter reservado y su personalidad introvertida: «Sabía aislarse. Era capaz de desconectarse del mundo exterior incluso en el plató más ruidoso y agitado. Como si a su alrededor no sucediera nada en absoluto. Se quedaba inmóvil y callada y nadie se atrevía a molestarla». Earl Bellamy señaló que «era una mujer muy impenetrable. Muy reservada».

### Reconocimientos

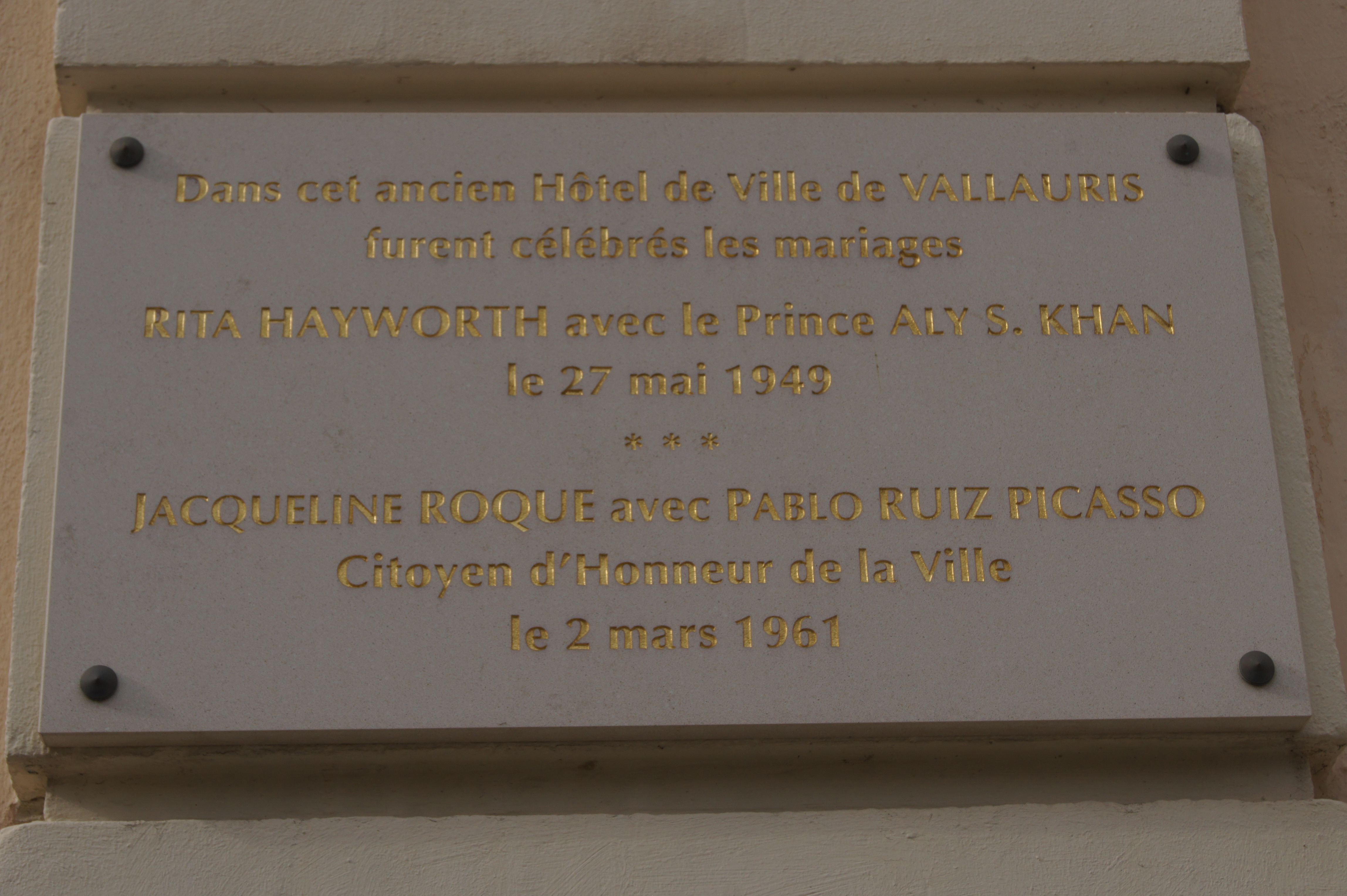
Placa colocada en el frente del antiguo Hôtel de Ville de Vallauris, Francia, donde se celebró parte de la boda de Rita Hayworth con el príncipe Alí Khan en 1949.

Hayworth recibió una nominación al Globo de Oro a la mejor actriz dramática por su actuación en Circus World (1964). En 1978, en el Omni Shoreham Hotel en Washington D. C., Hayworth recibió el premio inaugural National Screen Heritage de la National Film Society, un grupo que publicó la revista American Classic Screen (1976-1984). En 1999, Hayworth fue reconocida como una de las 25 estrellas femeninas más importantes del cine clásico de Hollywood en la encuesta del American Film Institute, AFI's 100 años... 100 estrellas.
La divulgación pública y el debate sobre la enfermedad de Hayworth atrajeron la atención internacional sobre el síndrome de Alzheimer, que era poco conocido en ese momento, y ayudó a aumentar considerablemente la financiación federal para la investigación de la patología. La Gala Rita Hayworth, a beneficio de la Asociación de Alzheimer, se celebra anualmente en Chicago y Nueva York, y fue fundada en 1985 por la princesa Yasmin Aga Khan en honor a su madre. El presidente Reagan decidió invitar de manera oficial a miembros de la asociación a la Casa Blanca, lo que luego se repitió cada año hasta el final de su mandato. Aga Khan es la anfitriona de los eventos y es una de las principales patrocinadoras de programas benéficos y de concientización sobre la enfermedad. Hasta agosto de 2017, se había recaudado un total de más de 72 millones USD a través de eventos en Chicago, Nueva York y Palm Beach, Florida.

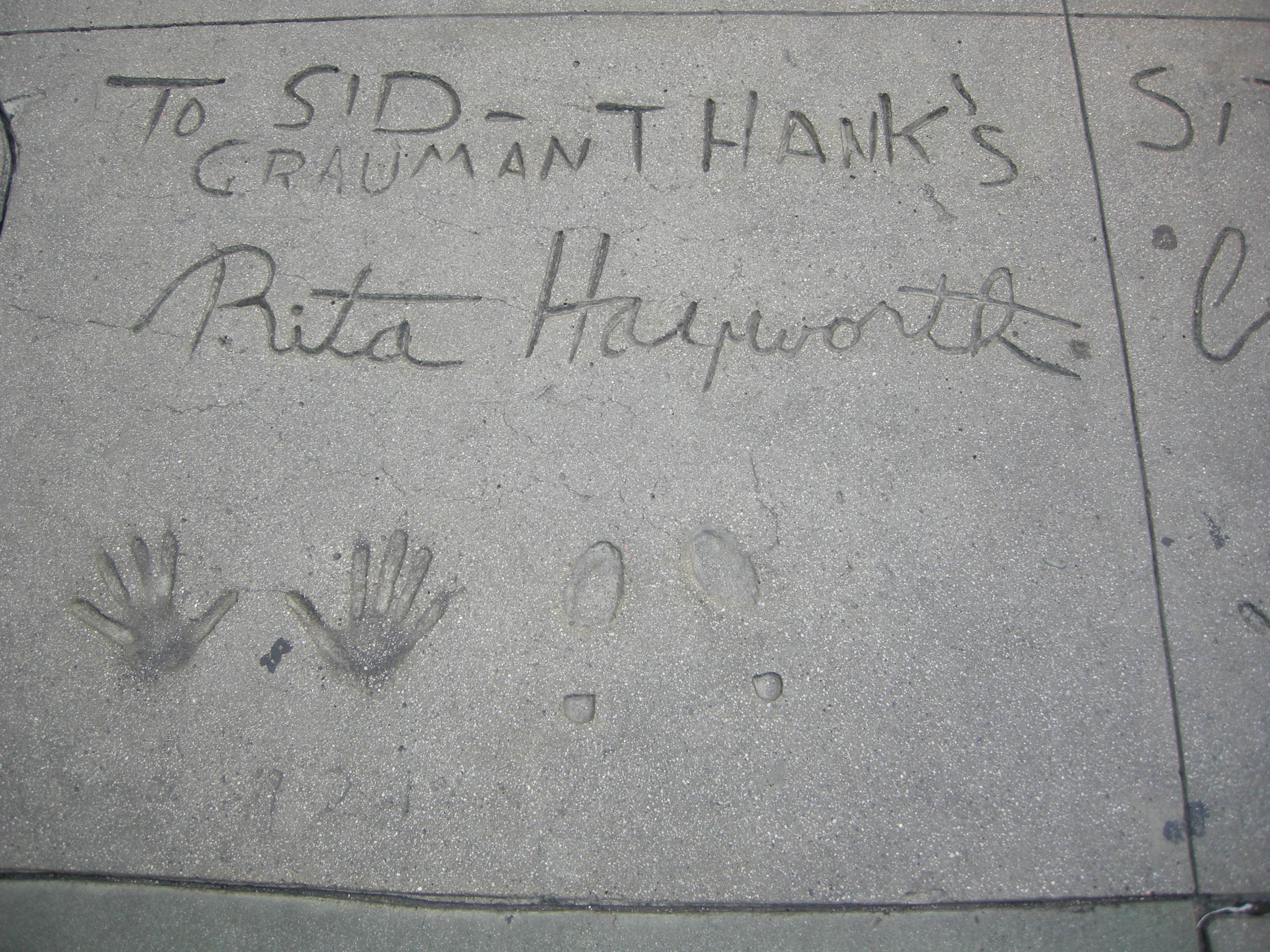
Baldosa con el autógrafo de Hayworth en el Grauman's Chinese Theatre.

El 17 de octubre de 2016, un comunicado de prensa de la Agencia de Relaciones Públicas de Springer Associates anunció que el exgerente y amigo de Rita Hayworth, Budd Burton Moss, había iniciado una campaña para solicitar al Servicio Postal de los Estados Unidos que emitiera un sello conmemorativo de Hayworth. Springer Associates también anunció que se ejercería presión sobre la Academia de Artes y Ciencias Cinematográficas con la esperanza de que se concediera un premio de la Academia honorífico en memoria de Hayworth. El comunicado de prensa añadió que la hija de Hayworth, la princesa Yasmin Aga Khan, la Asociación de Alzheimer de Los Ángeles y numerosas personalidades destacadas del teatro y la pantalla apoyaban la iniciativa de Moss.

### Referencias culturales

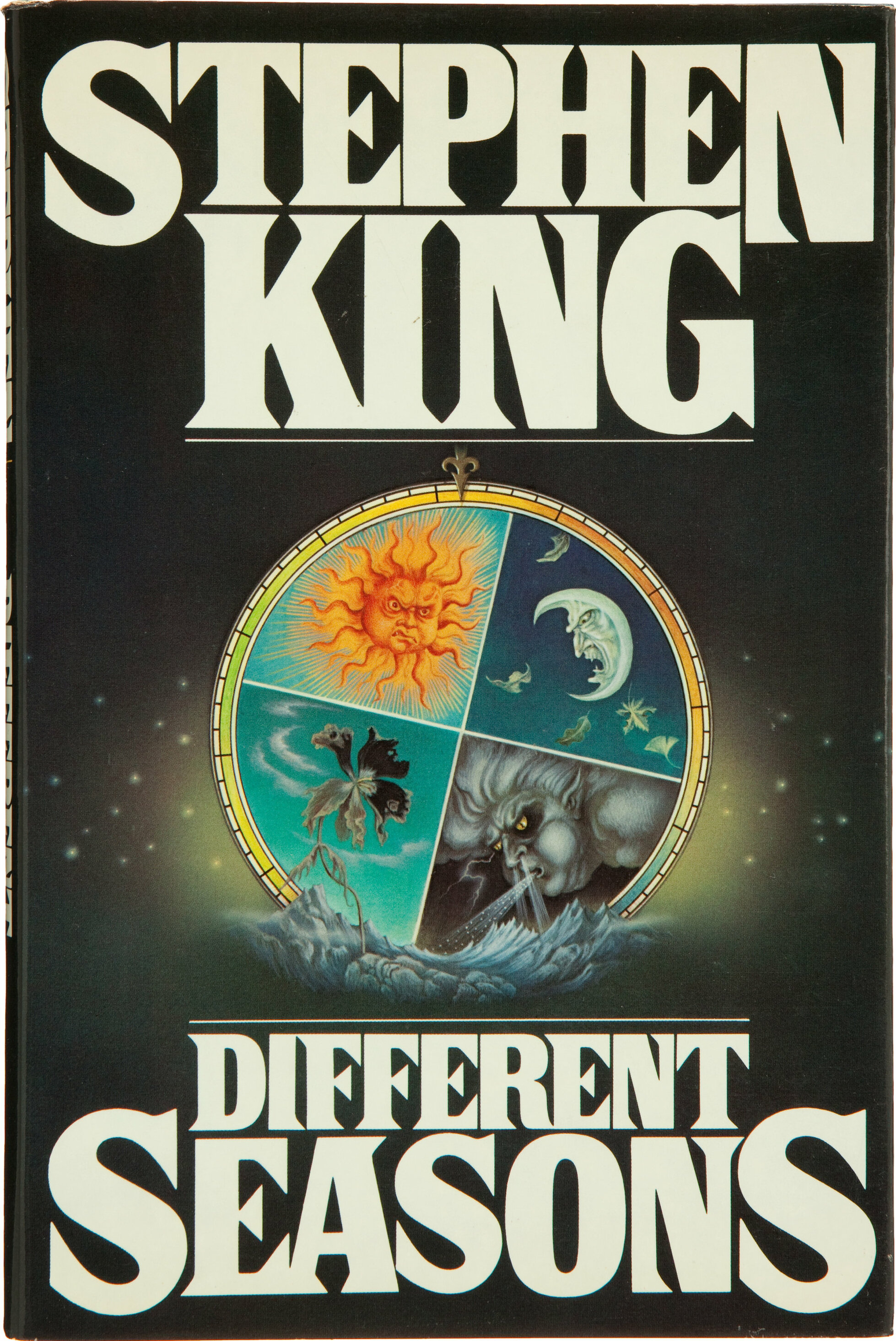
Different Seasons (1982) de Stephen King, que contiene la novela corta Rita Hayworth and Shawshank Redemption.